# Falcon Crest
Falcon Crest es el nombre de una serie de televisión estadounidense de los años ochenta producida por Lorimar. En algunos países hispanohablantes fue conocida como Viñas de odio. Fue una de las grandes "soap opera" de la televisión de dicho país de la década de 1980. Narraba las vicisitudes de los Gioberti, una familia de viticultores californianos enfrentados por el dominio de la finca Falcon Crest que da título a la serie, y su enfrentamiento contra los Agretti dueños de viñedos en el ficticio Valle de Tuscany, trasunto del real Valle de Napa próximo a San Francisco, por el control de la industria del vino en la comarca.
De todas las grandes producciones de la época (Dallas, Santa Bárbara, Dinastía y Dinastía II: Los Colby) Falcon Crest fue la que menos éxito tuvo en su país natal.[cita requerida] Al contrario la serie tuvo más eco en Europa (Francia, Alemania, España...). La serie focalizaba su acción en personajes y tramas de individuos de clase alta de la sociedad estadounidense. Este aspecto se relacionó con la nueva moral del éxito personal con la que el presidente Reagan acompañó sus medidas de desregulación económica. No obstante en, especialmente, la primera y octava temporada se dio protagonismo a tramas centradas en las familias de trabajadores de los viñedos con argumentos propios.
De todas maneras los Gioberti y los Agretti no eran tan sumamente ricos como lo podían ser los Ewing, los Carrington, los Capwell o los Colby, de las producciones anteriormente citadas. Tampoco eran conocidos y habituales del mundo de las finanzas o apariciones en televisión y las grandes fiestas de la sociedad y sus 'influencias' no llegaban más allá de San Francisco o del Valle y no en todo el mundo y en más de una ocasión se encontraron en problemas por no disponer de veinte millones de dólares, cantidad que era 'calderilla' para los personajes de las series rivales.
La serie participaba del gusto de las series norteamericanas de la época por los finales de temporada (especialmente entre la segunda y la séptima) impactantes: tiroteos (2ª), catástrofes aéreas (3ª), explosiones (4ª), terremotos (5ª), hijos desconocidos (6ª) o resurrecciones (7ª) e imprevisibles giros del guion lo que la hizo prolongarse durante nueve temporadas.
Entre sus actores se encontraban Ana Alicia (Melissa Agretti), Lorenzo Lamas (Lance Cumson), Robert Foxworth (Chase Gioberti), Susan Sullivan (Maggie Gioberti), David Selby (Richard Channing) y Jane Wyman (Ángela Channing). Al igual que otras series, como Vacaciones en el mar, en muchos capítulos la trama se desencadenaba con personajes esporádicos interpretados por viejas glorias del cine. Entre las estrellas invitadas destacaron Lana Turner, Cindy Morgan, Kim Novak, Gina Lollobrigida, Mel Ferrer y César Romero. La única actriz española que participó, en la octava temporada de la serie, fue Assumpta Serna en el papel de la italiana Anna Cellini.

## La trama
En 1875, Giusseppe Gioberti, un emigrante italiano, llega al Valle de Tuscany en California (recreación televisiva del Valle de Napa) según palabras de Angela demasiado tarde para la fiebre del oro pero con el buen juicio de traerse algunas cepas del norte de Italia. Poco a poco, irá adquiriendo tierras y plantando viñedos en ellas, asentándose finalmente en 200 hectáreas en una finca llamada Falcon Crest debido a la gran cantidad de halcones en la zona. A principios del siglo XX, su hijo Jasper, heredero único, ya es un reconocido viticultor y otras familias italianas se han ido asentando en el Valle, famoso en esos momentos ya por sus viñedos y por la producción vinícola.
La hija mayor de Jasper, Angela (educada en verdadera pasión por la tierra en la idea del heredero único para evitar la desintegración de la propiedad) luchará por mantener el control total de la finca y la Bodega Gioberti a lo largo de nueve temporadas viviendo una de las mayores y más famosas luchas de poder entre una familia de la historia de la televisión.
Angela también querrá poseer la finca colindante: Viñedos Agretti, propiedad de la familia Agretti, familia rival de los Gioberti desde el siglo XIX por una misteriosa partida de póquer cuyo misterio solo se resolverá al final de la octava temporada.
Durante las nueve temporadas que durará la serie, correspondientes a nueve años en tiempo real, la serie también enfocará otros problemas de las dos familias, así como de sus allegados y familiares indirectos, no solamente por el control de Falcon Crest y Viñedos Agretti, también por el de otras empresas, como 'Del Oro', el balneario de Angela; 'La Compañía', organización nazi a manos de Gustav; la 'Gioberti Enterprises', fundada por Chase; la 'KRDC', la emisora de radio de Richard; la 'Sharpe', el imperio de Michael y, por encima de todo, el 'New San Francisco Globe', propiedad de Douglas y el 'Tuscany Downs', el hipódromo de Richard y Terry. Otras empresas menores también aparecieron sin llegar a alcanzar relevancia o duración en el tiempo.
También argumentos episódicos que poco o nada tenían relación con los problemas vinícolas tenían cabida en la serie, especialmente en la primera y séptima temporada y en mayor parte en la novena, a veces con apariciones estelares de viejas glorias del cine recicladas para la televisión.
Además, esta serie mantuvo constantes referencias a Italia, en concreto a Tuscany (Toscana), cuna de las familias Gioberti y Agretti. Así pues, constantes viajes y conexiones entre los personajes se harán permanentes.

## Las temporadas
Primera temporada: Del 4 de diciembre de 1981 al 16 de abril de 1982.
18 episodios.
La historia comienza tras la muerte de Jason Gioberti, el hermano de Angela, y la llegada de su único hijo y heredero Chase, pronto comenzarán una lucha de poder entre el honrado Chase y su pérfida y maquiavélica tía Ángela, deseosa de echarlo del Valle, pues considera intruso a cualquier persona que, aunque sea de la familia, nunca anteriormente haya mostrado interés por la tierra.
En un principio la serie era episódica y un tanto alejada de las soap opera de la época, cada capítulo narraba dos historias completas y autoconclusivas, una por cada casa de Falcon Crest, sobre los problemas vinícolas y derivados de unos y los problemas personales y de adaptación de otros, a veces entrelazando entre sí las dos historias, con pocos personajes principales: por un lado Angela, su hija Julia y su nieto Lance, en la Casa Victoriana, con la presencia del mayordomo Chao-Li; y por otro lado Chase, su esposa Maggie y sus hijos Cole y Vickie, en la Gioberti House. Además había unos cuantos personajes secundarios, y otros episódicos.
Los escasos índices de audiencia provocaron una renovación de la serie en su segunda mitad de esta primera temporada, transformando en protagonistas a personajes que anteriormente habían sido episódicos (Jacqueline, Philip, Carlo y Melissa) o que iban a desaparecer en pocos episodios (Douglas y Emma), convirtiendo la trama principal en serializada, y creando otras tramas paralelas, como el duelo que Lance y Cole mantienen por el amor de la bella Melissa, heredera de los Viñedos Agretti, a su vez codiciados por Ángela; una codicia retroactiva que se convertirá en una nueva trama permanente en la serie. La historia se complica sobre todo cuando Melissa, ya casada con Lance, tiene un hijo con Cole.
Una trama que se alargó toda la temporada aunque en principio solamente iba a ser por media docena de episodios fue la de la misteriosa muerte de Jason.
El cliffhanger de la temporada es de lo más normal y sin suspense, Chase consigue el 50% de Falcon Crest.
Douglas Channing será la primera baja de la serie, dejándola en el penúltimo capítulo de la temporada que menos capítulos tuvo de las nueve.
Segunda temporada: Del 1 de septiembre de 1982 al 11 de marzo de 1983.
22 episodios.
En el último capítulo de la anterior temporada apareció como heredero del (codiciado a partir de ahora por Angela) periódico 'New San Francisco Globe' Richard Channing, hijo del recién difunto marido de Ángela y como se descubrirá más tarde de Jacqueline, la madre de Chase, que se descubrirá como dirigente de una mafiosa organización llamada 'La Compañía'.
Esta temporada será la primera en la que las luchas por Falcon Crest y Viñedos Agretti se realizarán por varios frentes: Angela, Carlo y Richard, cada uno por su lado, para obtener la totalidad de ambas fincas y Chase queriendo simplemente sobrevivir con su 50% de los viñedos Gioberti. Todo ello aderezado por los problemas personales de cada uno de los personajes, de la misteriosa 'Compañía' y el misterio del asesinato de Carlo, que se desarrollará durante el resto de la temporada y que dará el resultado final del primer cliff-hanger catastrófico de la serie, algo que ya sería habitual hasta la sexta: durante la boda de Roy y Vickie, Julia dispara tres tiros en el salón de la Casa Victoriana donde está todo el elenco y provocará, al menos, un muerto.
Linda se incorporará al elenco como la novia de Cole y rival de Melissa que, a pesar de estar casada con Lance, siente celos de esa relación. El padre de Linda no aprobará la relación pues en el pasado la madre de Linda murió por culpa de la familia Gioberti y teme que su hija llegue a ser muy desgraciada si se emparenta con ellos.
La familia Nuñez dejará la serie en los primeros capítulos, habiendo que esperar hasta la octava temporada para que se nos vuelva a ofrecer protagonismo de una familia de trabajadores de los viñedos.
Tercera temporada: Del 30 de septiembre de 1983 al 18 de mayo de 1984.
28 episodios.
A partir de esta temporada la serie se aderezará con argumentos que, aunque se desarrollan en el Valle de Tuscany y en las casas de la finca de Falcon Crest, poco tienen de relación con productos vinícolas y las luchas por la propiedad que, si bien siguen siendo una constante en la serie con Angela y Chase batallando entre ellos pero luchando a su vez conjuntamente contra Richard, pasan a un segundo plano en detrimento de las vidas personales de los personajes.
Ya empiezan a crearse nuevas empresas como el hipódromo o la emisora de radio que se le unen al periódico y a 'La Compañía'.
A partir de este momento las rivalidades de los personajes ya traspasaban la pantalla. Si en la serie Chase y Angela eran enemigos cordiales y permanentemente ella quería echar a su sobrino del Valle, no era menos en la vida real. Ya era conocida la rivalidad entre Jane Wyman Angela y Robert Foxworth Chase, los dos máximos protagonistas de la serie y deseosos de acaparar uno el protagonismo del otro. O incluso anularlo. Decir cabe que en la fotografía promocional de esta temporada se observa cómo ambos actores ya están dispuestos en silla de mimbre, algo hasta ahora reservado solamente para Angela. La tercera silla sería para Michael Ranson.
Jacqueline y Vickie dejarán la serie y nuevos habitantes llegarán al Valle: Michael, un primo de Chase por parte de madre que dejó la cirugía y se plantea regresar a ella en el Valle, estableciéndose primero como viticultor al adquirir un viñedo; Terry, hermana pequeña de Maggie, mujer ambiciosa y sin escrúpulos, que en un principio aparece para aprovecharse de su hermana pero progresivamente se pone de su parte y terminará casándose con Michael; y Pamela, enviada por 'La Compañía' como la nueva mano derecha de Richard, todos ellos llegan al Valle dotando a la temporada de una mayor cantidad de personajes para diversificar argumentos, en los que habrá algún asesinato más, traiciones, amores, engaños e incluso la venta de Joseph, terminando todo en un accidente de avión provocado por 'La Compañía' en el que están todos los personajes con excepción de Cole, Julia y Melissa.
Esta temporada y la anterior serán las únicas que estarán en el TOP-10 de las listas Nielsen de audiencia.
Cuarta temporada: Del 28 de septiembre de 1984 al 24 de mayo de 1985.
30 episodios.
En esta temporada estará repleta de tesoros escondidos, testamentos perdidos, resurrecciones, hijos secretos, matrimonios rápidos y divorcios fugaces, accidentes, asesinatos, mafia, juicios, secretos familiares, amantes cruzados... y todo aquellos ingredientes por los cuales será conocida siempre.
Es cierto que todos estos temas ya fueron tocados alguna vez en las anteriores temporadas, pero a partir de ahora esto se elevará ya a su décima potencia y será la seña de identidad de Falcon Crest.
Mel Ferrer Phillip y Cliff Robertson Michael fueron fulminantemente despedidos porque con sus sueldos de toda la cuarta temporada podrían pagar el sueldo de una estrella del cine para interpretar el papel de Francesca, la hermana de Angela. Se disgustaron enormemente con esta decisión.
Si desde la primera temporada hasta ahora, la llegada de nuevos personajes siempre había sido en mayor cantidad que las bajas, teniendo una cantidad de personajes siempre al alza temporada tras temporada, esta batirá el récord. Nada menos que diecinueve personajes principales (y ello a pesar de la marcha de Linda, Michael y Philip) tendrán cabida en esta temporada: Gustav como el nuevo máximo dirigente de 'La Compañía'; Greg como el nuevo abogado de Angela; Lorraine, una hija secreta de Richard de un desconocido matrimonio; Cassandra, con un secreto familiar entre los Rossini y los Gioberti; Joel, dispuesto a chantajear a Terry y Melissa; Francesca, una hermana de Angela recién llegada de Italia con unas misteriosas cartas y testamentos y Robin, una prima de Melissa cuyo única razón de ser es pasarlo bien y provocará problemas en el recién estrenado matrimonio de Cole y Melissa, se incorporarán al reparto como recién llegados al Valle. Ello que obligará a poner en los títulos de crédito a los personajes, en vez de uno en uno como hasta ahora, de dos en dos, para poder dar cabida a todos sin alargar demasiado la sintonía que será, aun así, la más larga de toda la serie y también la más completa debido a las variaciones musicales que tendrá durante sus casi dos minutos de duración.
Esta será una temporada con una gran cantidad de temas y tramas, que irán variando con el paso de los episodios, dando lugar a una de las temporadas más complejas de la serie.
Si hasta ahora había una encarnizada lucha por Falcon Crest, a partir de ahora cambiarán varias veces los títulos de propiedad ante la aparición de hermanas perdidas, antiguas enemigas, ventas, subastas o donaciones.
Y una trama en la que 'La Compañía' será la protagonista: la de un tesoro escondido bajo el Cementerio Gioberti, en unas viejas minas abandonadas propiedad de Chase tras heredarlas de Jacqueline. Esta trama traería asesinatos, nazis, micrófonos escondidos, habitaciones secretas, secuestros... Chase nunca supo que su madre trasladaba allí joyas robadas a los nazis de cuando dirigía 'La Compañía'.
Sin embargo, la audiencia no respondió demasiado bien y, como ocurrió en la primera temporada, a mitad de la tanda de episodios hubo que reformarla, eliminando a los personajes de Julia (aunque volvería en las dos próximas temporadas) y Gustav (Francesca ya se había marchado interpretando ocho capítulos menos de lo que se había pensado), anulando de manera rápida y apresurada 'La Compañía' y un par de líneas argumentales introduciendo escenas nuevas sobre otras ya rodadas, provocando un capítulo un tanto díscolo en el montaje final, pues, por poner un solo ejemplo, en cierto momento, Angela se va de despedida de soltera minutos después de encontrarse con su hija a la que creía muerta desde hace meses.
Para cubrir los 'huecos' dejados por la salida de Julia, Gustav y 'La Compañía' llegaron la misteriosa Cassandra Rossini, una mujer que tiene oscuros planes de una venganza para Falcon Crest relacionada con algún hecho del pasado y que al final de la temporada traerá a su madre y a sus hermanos Damon y su madre Anna Rossini, con un secreto para Angela: tras una subasta legalmente amañada son propietarias de la casi totalidad de Falcon Crest. Además, en los últimos capítulos Richard se ha ganado la enemistad de todos los personajes de la serie y uno de ellos ha puesto una bomba en su casa, que estalla en el preciso momento en el que estaba dentro con Maggie, finalizando la temporada más larga de toda la serie.
Quinta temporada: Del 4 de septiembre de 1985 al 23 de mayo de 1986.
29 episodios.
Nueva cabecera más moderna y con predominancia del rojo para esta nueva temporada en la que nuevos personajes llegan si bien ya nunca serán tantos como en la anterior: Jordan, una misteriosa abogada con secretos de su niñez empeñada en trabajar para Richard ahora que Pamela ha sido despedida; Christopher, un sacerdote del que solamente Angela conocía su existencia y que resulta ser hijo de Julia y hermano de Cassandra; el regreso de Julia; Dwayne, el nuevo novio de Emma; la aparición de Peter (un viejo amigo de Angela) dispuesto a casarse con ella sea como sea y su hijo Eric, un play-boy dispuesto a unir a la familia serán personajes que, desde el principio o progresivamente, irán ocupando las vacantes que irán dejando Cassandra, Robin, Pamela y el propio Christopher, que no terminará la temporada.
En esta temporada Angela conseguirá, después de pasar por varias manos, hacerse con el control total de Falcon Crest, excepto la Gioberti House y las veinte hectáreas iniciales, que por disposición testamentaria ya es propiedad perpetua de Chase dentro de Falcon Crest, al igual que Angela lo será de la Casa Victoriana.
Los primeros capítulos asistiremos a sucesivos intentos de asesinato de Richard con una escenografía que recuerda a la segunda temporada para enfocar la trama del asesino de Carlo y más bodas fugaces entre los personajes se irán dando lugar, fusionando viñedos e hipódromos y la desaparición de la emisora de radio. A partir de ahora el New Globe tendrá más peso en tramas de cambios de dirección, de propietarios y un final de temporada de impacto: un terremoto que sacudirá el Valle del que ya se venía hablando desde capítulos antes, con la llegada de la hija de Chao-Li, estudiante de sismología. Chao-Li, por primera vez después de cinco temporadas, tendrá argumentos propios.
Terremoto sin embargo que no fue todo lo espectacular que prometía el enorme despliegue publicitario que le precedió y que, al comienzo de la nueva temporada, más decepciones tuvo.
Sexta temporada: 1986 - 1987.
28 episodios.
Una variación de la cabecera anterior cambiando el rojo por el dorado y unas ondulaciones entre personaje y personaje asemejando los movimientos del vino dentro de una copa harán, a partir de ahora, una versión más 'lujosa' de la serie.
Llegan Skyler, una hijastra de Peter, que no es tal, perseguida por la mafia; Meredith, una misteriosa mujer (la recordada Diana de V) que jugará a varias bandas sin que sepamos exactamente si está a favor de Angela o Richard; Dan, un antiguo habitante del Valle amigo de Melissa pero muy enemigo de Lance que vivirá en la casa de invitados junto a la bodega; y dos regresos, el de Tony, que anteriormente solamente apareció de manera episódica en la primera y segunda temporadas, que regresará al Valle para quedarse y recuperar a Julia y a Lance; y el de Vickie, que regresará interpretada por otra actriz tras dejar la serie en los primeros capítulos de la tercera temporada. Y dos niños recién nacidos. Michael, el hijo de Richard llegado en el último capítulo de la anterior temporada y Kevin, el hijo de Chase y Maggie, a mitad de esta.
Además, a partir de esta temporada se vuelve a centrar la guerra Gioberti-Agretti, olvidada como tal desde la tercera temporada y centrada desde entonces únicamente y de manera un tanto vaga en la posesión de la cosecha Agretti y la lucha personal entre Angela y Melissa.
Temporada también de muchos abandonos. Greg y Jordan se habrán marchado fuera de cámara, Terry y Dwayne morirán en el terremoto y Julia, Joseph y Cole dejarán la serie más adelante, todos por decisión propia, excepto en el caso de Julia. Además, en el último capítulo la dejarán Tony, Peter, Meredith y Skyler.
Abby Dalton Julia se marchó antes de terminar la cuarta temporada y desde entonces solamente aparecía de vez en cuando en episodios sueltos pero regresó en los últimos capítulos de la anterior temporada incorporándose de nuevo al elenco protagonista, pero una vez comenzada la sexta temporada se decidió prescindir del personaje, a pesar del interés de Abby en regresar definitivamente a la serie. A Laura Johnson Terry se le anunció que su personaje moriría a mitad de la temporada, entonces ella, disgustada, decidió no esperar para irse y su personaje solamente apareció en el primer capítulo, pero interpretada por una extra.
El hipódromo ya cumplió su objetivo ante el público y será eliminado del guion en los primeros capítulos al ser derribado por el terremoto por estar construido encima de una falla. Un nuevo escenario importante será el 'Del Oro', un balneario-hotel adquirido por Angela donde se hospedarán a partir de ahora los personajes recurrentes. El cliff-hanger será, por primera vez, para casi todos los personajes, un combo de diferentes situaciones, catastróficas unas y otras no.
Por un lado, Tony, Peter y Skyler/Kit dejarán la serie, prófugos de la justicia, para vivir en la clandestinidad en una isla privada de los Stavros y también Meredith abandonará el Valle y estos cuatro personajes lo harán dejando dos regalos a Angela: Meredith le dejará una grabación con la que podrá destruir a Richard, y Peter una carta con una partida de nacimiento: ha descubierto que Richard es hijo de la misma Ángela, primogénito que creyó muerto al nacer; también Eric y Vickie se marchan, estos a Mónaco para empezar una nueva vida, y, por primera vez, hemos conocido la identidad de personajes que se marchan al final de la temporada, no habrá que esperar al primer capítulo de la temporada siguiente para saber si se van o se quedan. Estos seis personajes se van en el último capítulo. Por otro lado, Chao-Li cae por las escaleras de la Casa Victoriana sin que nadie se percate de ello. En tercer lugar, Emma amenaza con el suicidio desde el tejado de la Casa Victoriana, y, por último, un coche robado, con Melissa, Dan y Kevin dentro, se hunde bajo el Golden Gate. Chase y Richard se sumergen para rescatarlos pero tampoco emergen.
También por primera vez en la serie, se rodaron varios finales de temporada para no filtrar cómo terminaría el último capítulo. En uno de ellos, también Lance y Tony desaparecían bajo las aguas del Golden Gate y se descubriría en la séptima temporada que, al menos, Tony habría muerto ahogado.
Séptima temporada: 1987 - 1988.
28 episodios.
Esta temporada (la temporada de los arcos) se comenzó a rodar inmediatamente después de rodar el último capítulo de la anterior. No hubo descanso de rodaje. Se negociaron los contratos de la siguiente temporada, todos llegaron a un acuerdo y en el mismo día empezaron a rodar. La única baja era la de Chase. Angela ganó la guerra, aunque fuese en la vida real. A mitad de la temporada anterior, a Robert Foxworth Chase le notificaron que cedían a las presiones de Jane Wyman Angela y no renovarían con él. Así pues, Chase morirá ahogado y será la única baja de la serie (Peter, Meredith y Skyler son 'oficialmente' bajas de la temporada anterior, pues la dejaron en el último capítulo). Tras las renegociaciones de sus contratos, Tony, finalmente, regresaría inmediatamente después de haberse marchado y también Eric y Vickie regresarían al Valle inmediatamente después de haberse marchado a Mónaco.
Con los inmediatos regresos de Eric, Vickie y Tony, para esta temporada no hubo nuevas incorporaciones fijas, excepto una a mitad de temporada. Lo que se hizo fue volver a la idea de la primera temporada haciendo tramas episódicas con un par de argumentos de continuidad. Las tramas episódicas se llamarían arcos (por el símil de un puente trama de continuidad sostenido por los arcos tramas episódicas) y cada arco tendría una o dos estrellas invitadas (viejas glorias del cine de la época dorada de Hollywood y estrellas de los setenta) y una duración de cuatro capítulos, en vez de uno como en la primera temporada. Estos arcos en su mayor parte no tendrían relación con los viñedos ni temas de viticultores, tratarán sobre trata de blancas, Estados comunistas del Telón de Acero, viejas deudas, compra de pueblos mineros, mafias económicas... siendo meramente accesorios para unir las tramas de continuidad sobre Falcon Crest.
En los primeros capítulos desaparecerá uno de los escenarios originales (y más emblemáticos) de la serie: la Gioberti House, que explotará por una bomba de 'Los Trece', la nueva organización mafiosa similar a 'La Compañía'.
Uno de los arcos implicaría el temporal regreso de Cole y Joseph en un momento en el que el público ya empezaba a notar la ausencia de personajes originales. A mitad de temporada se incorporará Frank Agretti, un tío de Melissa y gran amigo de Angela desde siempre que se encuentra posicionado entre esa guerra de familias de la cual no quiere formar parte. Tony (con la renegociación de su contrato) regresaría para ayudar en los problemas económicos de Lance inmediatamente después de haberse marchado en el último capítulo de la temporada anterior sin dar al público ninguna explicación de lo sucedido a Skyler y Peter, explicación que se conocería en la octava temporada.
Richard ocupará la vacante dejada por Chase como enemigo acérrimo de Angela y evolucionará su rol de malvado al de bueno de la serie aunque, a diferencia de Chase, poco honesto y un poco corrupto para conseguir sus, a partir de ahora, honrados objetivos. Incluso cambió su posición en los créditos para ocupar el lugar de Chase y dejar constancia de que era su 'sustituto oficial'. Si antes era una lucha tía-sobrino, ahora lo será madre-hijo. Posteriormente contraerá matrimonio con Maggie, con quien ya mantenía una especie de noviazgo adúltero desde la temporada anterior.
Una de las tramas de continuidad de esta temporada de arcos será la de los codicilos de Chase. En la lectura de su testamento, hay tres codicilos que serán abiertos progresivamente durante toda la temporada cuando se cumplan ciertos plazos y ciertas situaciones.
El primer codicilo se abrirá a los tres meses de la lectura del testamento de Chase.
El segundo codicilo, que se abre tras la boda de Richard y Maggie, testa a favor de Angela cualquier posesión de Chase, tanto personal como de Falcon Crest, dejando a Angela, por primera vez, como propietaria total de todo Falcon Crest, incluida la derruida Gioberti House, para evitar que, a través de Maggie, pueda más adelante pasar a Richard.
El tercer codicilo, que se abre a los tres meses de la boda, testa a Melissa una llave que tenía guardada la familia Gioberti de Italia. La llave abre una caja fuerte que significara la destrucción de la familia Gioberti. El motivo de que Chase se la de a Melissa es porque confía en ella para guardarla y utilizarla para destruir a Angela, pues si el codicilo se está abriendo es porque ya Angela es la propietaria de la totalidad de Falcon Crest y de las posesiones personales de Chase.
Y ese tercer codicilo provocará una de las situaciones del cliffhanger en combo de esta temporada: la caja fuerte que abre la llave contiene una escritura original que prueba que los Agretti fueron los primeros legítimos propietarios de Falcon Crest y que les fue arrebatado por Giuseppe con trampas en una partida de póquer, y los Gioberti abandonan la finca con Frank, que se posiciona a favor de Angela. Richard ha muerto. Tony abandonó, por cuarta vez y ya para siempre, la serie unos capítulos antes. Eric ha desaparecido. Y Angela, meses más tarde, en Europa, le pregunta a un hombre entre las sombras cuándo decidirá decirle a Maggie que está vivo. Se publicitó mucho entonces ante la posible identidad de ese hombre: Chase o Richard.
Octava temporada: 1988 - 1989.
22 episodios.
Siguiendo la estela de la séptima y que será continuada por la novena, habrá grandes bajas. Dan, Eric, Carly, Vickie, Melissa y Emma dejarán la serie. Los dos primeros ni aparecerán, sabremos que fuera de cámara se han marchado a Montana y Suiza respectivamente; en cuanto a las mujeres, las tres siguientes harán las maletas en dos o tres capítulos y la última lo hará a mitad de temporada. Además, Peter regresará a la serie para irse enseguida por donde llegó un par de capítulos más tarde y en la segunda mitad se incorporará Samantha, una mujer con un gran parecido con Melissa (interpretado por la misma Ana-Alicia aunque cambiando de registro) que Richard utilizará para confundir a Angela. Y la identidad del misterioso hombre será Richard, que fingió su muerte para poder colaborar en la eliminación de 'Los Trece'.
Al Valle llegan Nick, el hijo enemistado de Frank que será el albacea del testamento de Melissa y el tutor de Falcon Crest hasta la mayoría de edad de Joseph y que recogerá el testigo de Melissa en el patriarcado de los Agretti ante la negativa de Frank de formar parte de esa lucha; su hijo Ben y Anna, la madre de Ben, una chica italiana cuyo padre, uno de los hombres más peligrosos de Italia, fue antiguo conocido de Angela. Pilar aparecerá desde Chicago con grandes planes de mejoras económicas para los hispanos del Valle y escondiendo algún secreto con Richard. Al estilo de los Nuñez de la primera y segunda temporada, llegaran los Ortega, trabajadores de los viñedos pero que, en busca de un futuro mejor, enseguida empiezan a estudiar o a trabajar en un periódico.
A partir de esta temporada la serie ya se desliga de la idea original. Ya anteriormente lo había hecho incorporando tramas secundarias, hipódromos... pero a partir de ahora, esa equidistancia con el tema vinícola será mayor. Y un nuevo escenario aparece en la serie: El Tuscany Herald, un periódico local del que ya se hablaba de manera aislada en la primera temporada y que hará que Maggie regrese a su profesión de periodista-escritora y el Tuscany Bank, donde trabajará Pilar.
Se descubrirá que la persona a quien mató Giuseppe en la partida de póquer mencionada en la primera temporada fue Franco Agretti y que es la misma partida de póquer con trampas que le hizo ganar Falcon Crest a los Agretti. Sin embargo, en el penúltimo capítulo se descubrirá en el desván de los Agretti (de una manera un tanto confusa y sin explicarlo del todo bien al público) un manuscrito de Franco que confiesa haber arrebatado, a su vez, Falcon Crest a Giuseppe anteriormente. Así, de esta manera un tanto confusa, se demuestra que la finca siempre fue de los Gioberti.
En el cliffhanger Emma regresa a Falcon Crest, Samantha se plantea como rival de Pilar ante Lance, Kelly desaparece en Tahoe Lake, Anna ha muerto y Nick es culpado de su muerte y, de escena final, Richard va a la cárcel.
Novena temporada: 1989 - 1990.
22 episodios.
Esta temporada, por un descuido -grave- de los guionistas, tuvo dos personajes llamados Michael: Michael Channing y Michael Sharpe. Como curiosidad, Michael fue el nombre que más veces se repitió en la serie con personajes protagonistas: además de estos dos, el primo de Chase en la tercera temporada también se llamó Michael Ranson.

## Las secuelas
Décima temporada.
Hubo previsiones para continuar la serie si remontaba la audiencia. Esas previsiones se mantuvieron hasta el momento de empezar a rodar los tres últimos capítulos de la temporada, que fueron rodados ya con la idea de cerrar todos los argumentos y no crear nuevos y todas las nuevas tramas para esos tres capítulos fueron dejadas en el cajón del guionista.
Tal vez Angela no hubiese regresado a Falcon Crest (lo hizo al final de la temporada anterior junto a Chao-Li y fue únicamente porque ambos consideraban una obligación hacia los seguidores de la serie aparecer en el final) o tal vez hubiese regresado brevemente.
En esta nueva temporada, la idea es que Sidney se convertiría en la persona de más confianza de Angela (en el caso de que hubiese regresado a la serie), pues a esta le recordaba a ella misma cuando tenía su edad. Cuando ya se supo que no habría continuación y se grababan los tres últimos capítulos, se prescindió abruptamente del personaje de Sidney 'fuera de cámara' para esos tres últimos capítulos.
Otra de las líneas argumentales para esta hipotética nueva temporada es que Falcon Crest seguiría siendo propiedad de Michael y durante toda la temporada asistiríamos a una lucha de los Gioberti contra él para recuperarlo. En esa lucha una ya muy reducida familia Gioberti apoyados por Sidney constantemente irían arruinándose cada vez más.
Otra línea argumental hubiesen sido los personajes de Laura y Danny, estando en ambos lados de la balanza: Laura es una Sharpe casada con un Gioberti y Danny es hijo adoptivo de Michael pero hijo biológico de Richard y enamorado de Sidney.
También habría dudas sobre si el hijo de Pilar es realmente hijo de Lance o de Ned.
Además, durante la boda de Danny y Sidney, Michael habría preparado una situación que hubiese provocado la muerte de varios Gioberti al más tradicional estilo de 'El Padrino'.
La décima temporada no oficial
Varios años después de cancelarse la serie, se escribieron dieciocho capítulos que continuaban la serie ocho años después del último capítulo. Este guion fue escrito de manera independiente por escritores fanáticos de la serie e, incluso, se comercializan a través de Internet con el beneplácito de los productores y creadores de 'Falcon Crest'. En su día fueron comercializados por 'TJP Publications' en un libro de más de mil páginas, aunque Lorimar siempre ha avisado que nunca rodará ese guion.
En ese guion, Michael y Genele se habrían marchado hace ya tiempo a vivir a Singapur y Angela, debido a su delicado estado de salud, habría delegado los poderes de decisión en Richard, con la omnipresente ayuda de Lance, y hasta su muerte ella tan solo sería una consejera y habría donado el 'Del Oro' a Emma.
Angela y Frank ya se habrían divorciado pero continuarían siendo grandes amigos y de vez en cuando se marcharían de viaje por el mundo a la vez que Frank habría revitalizado los 'Viñedos Agretti' después de haber estado abandonados.
Nick y Ben regresan de Italia. Nick está dispuesto a seguir administrando el legado de los 'Viñedos Agretti' hasta la mayoría de edad de Joseph tal y como Melissa le dejó en albacea, así como intentar poner en funcionamiento aquella vieja idea de Melissa de tener bodega propia: la 'Bodega Joseph'. También quiere desenterrar el hacha de guerra Gioberti-Agretti hasta estar bien seguro a qué familia pertenecen las 200 hectáreas iniciales de 'Falcon Crest', algo que Frank desaprueba.
Emma es la gerente del 'Del Oro' y constantemente educa a su hija Angelica para que ella algún día pueda ser la heredera.
Pilar, que todavía no se habría ganado la aceptación de Angela, habría abortado involuntariamente de aquel embarazo del último capítulo de la novena temporada.
Sidney regresaría al Valle y despertaría en Danny su antiguo interés sentimental por ella. Por otro lado, Danny y Richard jamás habrían podido establecer una verdadera relación padre-hijo.
Richard se habría divorciado de Laura tras tener serios problemas en su matrimonio pues realmente nunca pudo olvidar a Maggie y ahora está centrado en revitalizar la 'Channing Enterprises' y en recuperar el 'New Globe' a la vez que cuida a sus hijos Michael y Kevin.
Y nuevos personajes llegarán para sustituir a Michael, Genele y Laura. Además de apariciones temporales de antiguos personajes, llegarán al Valle Phil Latino, un poderoso viticultor deseoso de competir con las Bodegas Gioberti y Agretti; Andrew Hayes, nuevo novio de Emma y decorador del 'Del Oro' y Chuck Cochran, asesino acérrimo enemigo de Richard y actual presidente de la 'Channing Enterprises' y del 'New Globe'.
Y, una mañana, Maggie se presentará ante Richard dispuesta a explicarle quién fue la mujer que se ahogó en su piscina hace nueve años...
Esta secuela fue aceptada por los responsables de Falcon Crest como una secuela para los aficionados que quisieran más pero afirmaron que jamás rodarían ese guion no oficial.
La nueva décima temporada
Actualmente, siguiendo la estela de otras series de los '80 y los '90, se está estudiando el regreso de Falcon Crest.
Esta continuación a tiempo real comenzaría veintitantos años después, tantos como años hayan transcurrido desde que se emitió el último capítulo hasta el día del estreno de la nueva serie.
Y ya se ha confirmado que no será un reinicio ni una nueva versión ni un spin off, sino que será una continuación directa y para poder hacer realidad esto se contará con la mayor cantidad de personajes originales posibles interpretados también por los actores originales, la mayor parte de decorados y la misma esencia original pero adaptada al siglo XXI.
Por lo tanto, los productores no quieren que se hable de serie original refiriéndose a la serie de los '80 o nueva serie refiriéndose a la de los '10, tal y como se hace con Dallas o 90210 porque quieren dejar bien claro que todo será la misma serie.
Se la denominará como la décima temporada de Falcon Crest.
En ella, Angela ya habría muerto. Por extensión, entenderíamos que todos los demás personajes protagonistas de edad avanzada que habrían ido desfilando por la serie también habrán muerto (Peter, Frank, Francesca...) de lo contrario ahora serían centenarios.
De momento, a fecha de 2013, solamente hay confirmada la presencia de tres personajes: Richard Channing, Cole Gioberti y Joseph Gioberti, que además, serán los máximos protagonistas.
Richard será la versión masculina de lo que fue Angela y será el nuevo patriarca de los Gioberti.
Y Cole, su esposa australiana y un ya treintañero Joseph regresarán desde Australia. Cole regresará con su esposa y con su hijo dispuesto a llevar a cabo el sueño que Chase quería cumplir.
Y nos encontraremos ante la repetición del esquema argumental de las primeras temporadas de los años '80. Richard como patriarca de la ramificación Channing de la familia Gioberti en contra de su sobrino Cole y su familia, al que considera un intruso por haberse marchado del Valle y alejarse de la pasión por la tierra, y permanentemente querrá echarlo.
Así pues, Richard será el alter ego a Angela, Cole lo será de Chase y Joseph será el equivalente al propio Cole treinta años antes.
Los personajes infantiles de las primeras nueve temporadas, que, en el caso de que regresen todos, interpretarían ahora papeles de adultos fueron Hope Gioberti, Michael Channing, Kevin Gioberti, Lisa Cumson, Joseph Gioberti-Agretti y el hijo de Lance y Pilar y el de Emma, de los que se hablaron en el final de la serie.

## Decadencia y caída. Las audiencias
Su primera temporada comenzó con unos discretos índices de audiencia, así que a pesar de los deseos de Earl Hamner de no hacer una serie serializada, sino episódica, no tuvo más remedio que plegarse a los deseos de la audiencia y en los últimos capítulos reconvirtió la serie dejando de lado las tramas episódicas y dándole una trama continua y añadió algunos nuevos personajes, proceso que culminó al comienzo de la segunda temporada.
Su temporada más exitosa fue la tercera, sin embargo, no fue hasta la cuarta cuando Falcon Crest no adquirió totalmente ese tipo de serialización de la cual hoy es más conocida: Matrimonios entre primos, catástrofes, hijos secretos, testamentos escondidos, matrimonios fugaces, rápidos divorcios... Anteriormente todo esto era tocado más de pasada, pero a partir de la cuarta temporada sería ya su seña de identidad.
Hasta la séptima temporada la serie tuvo buenos índices de audiencia, situándose a veces en el Top 10, pero a partir de la octava temporada los números dejaron de encajar.
Ya años antes Robert Foxworth se quejaba de que la serie estaba discurriendo por derroteros muy distintos de los que fue concebida y en la octava temporada se convirtió en una serie más empresarial de vinícola, esto unido al progresivo destierro de los personajes originales que venía ocurriendo desde la temporada anterior hizo que la audiencia bajara considerablemente.
Para la novena temporada se decidió renovarla completamente. Sin apenas ya personajes originales (y algunos de los que quedaban -Maggie, Angela y Chao-Li- la abandonaron en los primeros episodios) los productores anunciaron que volvían a la idea original de la lucha de la familia Gioberti por el imperio familiar.
Sin embargo, no supieron trasladar demasiado bien esta vuelta a los orígenes...
Dejaron de lado a la familia Agretti y sus viñedos y sus luchas; realmente apenas quedaban Giobertis (el apellido Gioberti no se escuchó en toda la temporada y se nombraban entre ellos como la familia, para la familia, por el bien de la familia) y desaparecieron escenarios emblemáticos de temporadas anteriores (los Viñedos Agretti, el 'New Globe', el 'Del Oro', el 'Tuscany Herald'...), unos durante el desarrollo de la temporada y otros desde el principio sin ninguna explicación.
Esto unido a la falta de personajes originales (a mitad de la temporada se fue también Emma quedando solamente Lance), a un vocabulario y una estética todavía más empresarial y financiera que en la anterior temporada (parecía querer acercarse más a Dinastía que a la idea original de Falcon Crest), a una atmósfera demasiado oscura para darle también un nuevo enfoque de drama criminal y, en la segunda mitad de la temporada casi una única línea argumental con solamente siete personajes provocó que la audiencia siguiera dándole la espalda.
La oleada de nuevos personajes que llegaron en la primera mitad de la novena temporada para sustituir a la desbandada de actores originales y no originales que se marcharon, se marchaban y se marcharían eran unos primos de Maggie, unos familiares de Emma y, por otro lado, unos familiares directos e indirectos de los Agretti que parecían que iban a levantar el hacha de guerra Gioberti-Agretti enterrada por Frank pero que no convencieron tampoco a la audiencia y de los que también se prescindió de algunos en la segunda mitad.
Y es que esta fue la temporada que más personajes salieron de la serie. Al finalizar la octava temporada, Anna había muerto y al comenzar la novena temporada, centrándonos solamente en los principales, Nick y Ben se habían marchado a Italia (fuera de cámara), de Samantha nunca más se supo, Maggie, Angela y Chao-Li solamente aparecieron los dos o tres primeros episodios y, a mitad de la temporada, también se marcharon Emma y Frank, además de Ian, Charlie, Sidney y Chris, creados expresamente para la novena temporada y que no convencieron a la audiencia, dejando, como ya se dijo anteriormente, una única línea argumental en manos de tan solo siete personajes, siendo solamente Lance el que permanecía en la serie desde el principio.
Angela y Chao-Li regresaron expresamente para poder aparecer en los tres últimos episodios cuando la cancelación ya fue un hecho.

## Las fotografías promocionales
Uno de los momentos más esperados a principio de cada temporada era, no solamente en Falcon Crest, también en cualquier serie, la presentación de los personajes y su fotografía promocional, algo que se ha convertido en objeto de culto.
Realmente siempre se publican varias fotografías, pero siempre una es la conocida como la oficial de la temporada. Estas fotografías son las que presentan a los personajes fijos (aunque más tarde por descontento por ambas partes o por decisiones de la audiencia algunos abandonen la serie en mitad de la temporada) y también las que, según su posición en la fotografía, evidencian su grado de protagonismo o incluso el registro del personaje.
Primera temporada
Para la primera temporada, se utilizó como fondo la puerta principal de la Casa Victoriana y a los personajes posando antes de las escaleras de entrada al porche.
Angela Channing estaba sentada en un sillón de mimbre y, en dos filas de pie a sus espaldas: Cole Gioberti, Chao-Li Chi y Gus Nuñuez en la primera fila y Chase Gioberti, Vickie Gioberti, Maggie Gioberti, Emma Channing y Lance Cumson en la segunda. Aquí Julia Cumson aparecería semisentada sobre uno de los brazos de la silla de Angela.
Destacar que los personajes de Douglas, Philip y Melissa se convirtieron en protagonistas cuando la temporada ya estaba avanzada y es por eso que no aparecen en la fotografía promocional. Y Tony y Jaqueline eran episódicos y por ello tampoco están.
Segunda temporada
La fotografía de esta temporada es un calco de la de la temporada anterior, con Angela Channing sentada en sillón de mimbre en la misma posición y detrás de ella, esta vez en tres filas todos de pie: Philip Ericksson, Diana Hampter y Richard Channing en la primera; Cole Gioberti, Julia Cumson, Lance Cumson y Emma Channing en la segunda y Chase Gioberti, Vickie Gioberti, Melissa Agretti, Maggie Gioberti y Chao-Li Chi en la tercera.
Desaparece Gus.
Los personajes de Jaqueline y Linda llegaron con la temporada ya comenzada y por ello no aparecen. Tony también era episódico y no aparece por ello.
La ubicación para esta ocasión fue la puerta principal de la Gioberti House, posando también antes de las escalinatas que suben al porche de entrada.
Tercera temporada
Esta vez sobre el camino asfaltado que hay frente a la Casa Victoriana, posan cada uno en su sillón de mimbre Michael Ranson, Angela Channing y Chase Gioberti, ello provocado ya por la encarnizada rivalidad entre Jane Wyman Angela y Robert Foxworth Chase que exigían tener el mismo status.
Tras ellos, de nuevo en dos filas y todos de pie: Philip Ericksson, Terry Hartford, Richard Channing, Pamela Lynch y Chao-Li Chi en la primera y Emma Channing, Cole Gioberti, Linda Caproni, Melissa Agretti, Lance Cumson, Julia Cumson y Maggie Gioberti en la segunda.
Desaparecen Vickie y Diana.
Destacar que, a pesar de que Terry se incorporaría a la serie una vez ya comenzada la temporada, estaba ya contratada y se sabía de su próxima aparición y por ello se incluyó su personaje en la fotografía desde el principio.
Cuarta temporada
Se eliminan los sillones de mimbre y posan todos en cuatro filas de pie en las escaleras del vestíbulo de la Casa Victoriana.
En la primera fila posan Gustav Riebmann, Pamela Lynch y Richard Channing; en la segunda Cole Gioberti, Terry Hartford, Emma Channing y Greg Reardon; en la tercera Julia Cumson, Lorraine Channing y Lance Cumson; y en la cuarta, Chao-Li Chi, Melissa Agretti, Angela Channing, Chase Gioberti y, semiabrazada a él, Maggie Gioberti.
Desaparecen Philip, Linda y Michael.
Cassandra y Robin llegaron a mitad de la temporada y por ello no posaron en la fotografía.
Quinta temporada
Esta vez la plantilla protagonista posó en el salón del bar-mirador del 'Tuscany Downs'.
Chase Gioberti y Angela Channing posan sentados en dos sillones del salón y, de pie detrás de ellos en dos filas, posan en la primera fila Christopher Rossini, Cole Gioberti, Greg Reardon, Richard Channing, Lance Cumson y Dwayne Cooley y en la segunda fila posan Robin Agretti, Melissa Agretti, Terry Hartford, Maggie Gioberti, Jordan Roberts, Emma Channing y Chao-Li Chi.
Desaparecen Gustav, Pamela y Julia, a pesar de que la tercera aparecería en varios capítulos y, al final de la temporada, regresaría como protagonista.
Peter y Eric tampoco aparecerían en la fotografía promocional.
Sexta temporada
La fotografía promocional de esta temporada está perdida en los archivos de Lorimar.
Circula una fotografía episódica posando con personajes temporales y recurrentes, que hace las veces de fotografía oficial en espera de que se rescate la verdadera fotografía promocional oficial de la sexta temporada de algún atestado almacén de Lorimar.
En esta fotografía aparecen sentadas Julia Cumson, Emma Channing, Melissa Agretti y Vickie Gioberti y, de pie detrás de ellas en una única fila Tony Cumson, Peter Stavros, Eric Stavros, Chase Gioberti, Skyler Stavros, Angela Channing, Richard Channing, Maggie Gioberti y Chao-Li Chi.
Al no ser la fotografía oficial real, carece de importancia y motivos la ausencia en ella de Cole, Dan, Garth y Meredith.
Se supone que de esa fotografía oficial perdida habrán desaparecido Christopher, Greg, Jordan, Dwayne y Terry.
Séptima Temporada
Para esta temporada se regresa al posado de los orígenes de las fotografías promocionales de las primeras temporadas.
Posando en el camino de asfalto enfrente de la Casa Victoriana, Angela Channing, de nuevo sentada en el ya en ese momento mítico sillón de mimbre y, semisentada en unos de sus laterales, como ya lo hiciera Julia en la primera, esta vez está Emma Channing y detrás de ellas todos de pie en una única fila Dan Fixx, Melissa Agretti, Lance Cumson, Richard Channing, Maggie Gioberti, Eric Stavros y Vickie Gioberti.
Frank llegó a la serie ya comenzada la temporada y por ello no aparece y, por algún motivo, se prescindió de aparecer en ella a Tony, Garth y Chao-Li.
Octava temporada
En una extraña fotografía posan en uno de los salones del 'Del Oro': algunos de pie, otros sentados, en cuatro filas.
En la primera fila todos de pie: Tommy Ortega, Chao-Li Chi y Garth. En la segunda también de pie César Ortega, Nick Agretti, Frank Agretti, Angela Channing (ella sentada en un alto taburete), Lance Cumson y Richard Channing. En la tercera, todas sentadas, Pilar Ortega, Emma Channing y Maggie Gioberti y en la cuarta fila, sentados en el suelo Gabriel Ortega y Ben Agretti.
Desaparecen Dan, Eric, Vickie y Melissa (aunque Ana-Alicia Melissa regresó a la serie a mitad de temporada con el personaje de Samantha).
Novena temporada
Esta fotografía sería un calco de la que se vio en la cuarta temporada. De nuevo posando todos de pie en las escaleras del vestíbulo de la Casa Victoriana en tres filas.
En la primera Emma Channing, Laura Sharpe y Sidney Saint James. En la segunda, Lance Cumson, Genele Ericksson, Frank Agretti y Chao-Li Chi. En la tercera Pilar Ortega, Michael Sharpe, Angela Channing y Richard Channing.
Desaparecen Tommy, Cesar, Nick, Garth, Gabriel, Ben y Maggie.
Danny se incorporó a la temporada a mitad de ella y por ello no aparece y, por algún motivo, Chris no posó en la fotografía.

## Los títulos de crédito
Durante las nueve temporadas hubo cuatro cabeceras distintas, aunque en dos de esas cuatro cabeceras hubo ligeras variaciones al cambiar de temporada.
Durante los primeros segundos de cada capítulo casi siempre aparecían más personajes después del título del episodio.
Además, durante la tercera y quinta temporada y, ocasionalmente, en la cuarta, en la escena final del capítulo también aparecería un título de crédito de algún personaje más.
Los créditos finales siempre fueron los mismos: una foto-fija de un primer plano de la Casa Victoriana excepto en la novena temporada que fue sustituida por escenas aéreas de los Viñedos de 'Falcon Crest'.
Primera cabecera (T01 a T04)
Esta cabecera, la primera de la serie, fue la que en más temporadas estuvo presente, cuatro, pero también la que tuvo más variaciones.
La cabecera comenzaba con tres imágenes continuas de la limusina negra de Angela. La primera cruzando el Golden Gate, cambiando luego a la carretera de entrada al Valle y la tercera, una vista aérea de los Viñedos de 'Falcon Crest' y su invernadero.
A continuación dos imágenes continuas de la Casa Victoriana y sus alrededores desde el aire acercándose a la cámara y, en la segunda, el escudo heráldico de la finca apareciendo a lo lejos y acercándose a la pantalla para finalmente, superponerse sobre este emblema el título de la serie. La duración de estas imágenes fue recortándose en cada temporada.
A continuación, la limusina se detiene y comienza la presentación de personajes, sin embargo, no todos los personajes fijos gozarían del status de aparecer en la cabecera inicial, algunos aparecerían temporadas después de llegar a la serie o no aparecerían en ella si se presuponía su salida inmediata en pocos capítulos: Starring Jane Wyman, Robert Foxworth, Lorenzo Lamas, David Selby (solamente T02 a T04), Ana-Alicia (solamente T02 a T04), Billy Moses, Jamie Rose (solamente T01 y T02), Abby Dalton, Mel Ferrer (solamente T03), Margaret Ladd (solamente T03 y T04), Laura Johnson (solamente T04), Paul Freeman (solamente parte de la T04), Sarah Douglas (solamente parte de la T04), Simon MacCorkindale as Greg Reardon (solamente T04) y and Susan Sullivan as Maggie.
Los personajes fijos no indicados anteriormente (o que no se hayan indicado todas sus temporadas a pesar de intervenir en ellas) aparecerían sus nombres o bien en los primeros segundos de comenzar el capítulo o bien en su escena final (en la temporada tres y cuatro) o bien en los créditos finales.
En las dos primeras temporadas cada personaje estaba seguido de una pantalla multi-combo de imágenes de escenas del personaje e imágenes de ubicación del personaje (multi-combo sospechosamente similar al de Dallas) pero, a mitad de la segunda temporada, hubo una ligera variación, sustituyendo la pantalla multi-combo por una única imagen de ubicación relacionada con el personaje y, en la cuarta temporada, los personajes aparecían de dos en dos separadas por una sola imagen de ubicación.
Además, en esta cabecera comenzaron dos escenas que se convertirían en míticas hasta casi el final de la serie: En la tercera temporada la presentación de Maggie de espaldas girándose sobre sí misma se convertiría ya en una seña de identidad del personaje y se mantendría este estilo hasta el final y, en la cuarta temporada, la imagen de unos globos en el cielo para presentar a Emma también tendría el mismo resultado.
Para la presentación de personajes de las dos primeras temporadas se usaron escenas de la serie y casi las mismas en las dos temporadas, excepto en los casos de Angela y Vickie en los que se filmó una escena ex-profeso para la ocasión. Para la temporada tres todas las escenas de presentación fueron renovadas y rodadas expresamente para los títulos de crédito y para la temporada cuatro se usaron nuevamente escenas de la serie excepto en el caso de Angela y Maggie, que se rodó una escena expresamente para la presentación.
Además, se produjo por primera vez un cambio en el orden de los personajes, Ana-Alicia Melissa, que durante la segunda y la tercera estaba la penúltima, fue trasladada a quinto lugar en la cabecera de la cuarta temporada, que fue la primera que acusó también modificaciones resultantes de personajes que iban abandonando la serie conforme avanzaba la temporada e iban desapareciendo de la cabecera. Hasta ese momento la lista de presentación de personajes era inalterable independientemente de que interviniesen o no en su totalidad o de abandonos o de llegadas, pero a partir de la cuarta la lista siempre sufriría alteraciones (excepto en la séptima) en función de la llegada de nuevos personajes o del abandono de otros, llegando a tener cuatro modificaciones.
La cabecera terminaba con una vista panorámica de la Casa Victoriana y sus alrededores seguida de un primer plano de Apolo mirando a la cámara.
Segunda cabecera (T05)
Esta cabecera se puede considerar como precursora de la próxima pues realmente es muy parecida y algunos puristas pueden considerarla la misma con alguna variación pero como mantiene elementos también de la anterior, se puede clasificar como cabecera independiente o bien a medio camino entre la anterior y la próxima.
Para el principio de esta cabecera se sustituyeron las dos escenas del trayecto de la limusina de Angela desde San Francisco hasta 'Falcon Crest' por una escena aérea de los viñedos, luego se mantiene la vista aérea de los viñedos y del invernadero y la vista panorámica de la Casa Victoriana y sus alrededores acercándose a la cámara para superponerse, en un rojo intenso, el título de la serie en un nuevo estilo bajo una delineación, también en rojo intenso, de la Casa Victoriana, pero pocos capítulos más tarde, se sustituyó la delineación por el escudo heráldico de la finca, también en rojo.
Se mantendría a continuación la imagen de la limusina de Angela llegando a la Casa Victoriana y la presentación de personajes, esta vez enmarcados en un cuadro también rojo intenso superpuesto a una escena de ubicación: Starring Jane Wyman, Robert Foxworth, Lorenzo Lamas, David Selby, Ana-Alicia, William Moses, Margaret Ladd, Laura Johnson, Ken Olin (solamente la primera mitad de temporada), Simon MacCorkindale as Greg Reardon y and Susan Sullivan as Maggie.
Los personajes fijos no indicados anteriormente a pesar de intervenir en la temporada aparecerían sus nombres o bien en los primeros segundos de comenzar el capítulo o bien en su escena final o bien en los créditos finales.
Para la presentación de personajes se rodaron escenas expresamente para la cabecera, excepto en el caso de Richard que se utilizó una escena de la serie.
La cabecera terminaba con vistas panorámicas de la Casa Victoriana y sus alrededores seguidas de un primer plano de Apolo mirando a la cámara.
Tercera cabecera (T06 a T08)
Esta cabecera se puede considerar continuación de la anterior o influenciada en ella. Se eliminan todas las escenas previas aéreas (limusinas, viñedos, invernaderos...) y comienza directamente con una vista panorámica de la Casa Victoriana y sus alrededores y la superposición en ella del escudo heráldico, que cambia del rojo de las anteriores temporadas al dorado, que le da una imagen más 'lujosa' y se mantiene en el título de la serie el nuevo estilo creado para la temporada anterior pero cambiándolo también al dorado.
La séptima temporada tuvo una ligera variación que fue la de hacer aparecer, desde la lejanía, un halcón animado que sobrevuela la Casa Victoriana y sus alrededores acercándose a la pantalla para terminar convirtiéndose en el escudo heráldico con el título de la serie. En la octava temporada se eliminó esta animación.
La octava temporada la música de inicio tuvo una ligera variación al convertirse en orquestal y se eliminó el escudo heráldico junto al cuadro de cada personaje.
A continuación se sustituye la llegada de la limusina de Angela de las temporadas anteriores por una elegante copa de vino de cristal tallado siendo removida. Para la presentación de personajes se mantiene el estilo de la temporada anterior pero cambiando el rojo por el dorado con el escudo heráldico junto a cada personaje y, además, cada personaje sucedería al anterior por unas ondulaciones semejantes al vino al ser removido en su copa. Starring Jane Wyman, Robert Foxworth (solamente T06), David Selby, Lorenzo Lamas, Ana-Alicia, William Moses (solamente parte de la T06), Brett Cullen (solamente parte de la T06 y 07), David Beecroft (solamente parte de la T08), Kristian Alfonso (solamente T08), Margaret Ladd, John Callahan (solamente T06 y T07), Dana Sparks, Cesar Romero (solamente T06), Chao Li Chi (solamente T07 y T08) y and Susan Sullivan as Maggie.
Los personajes fijos no indicados anteriormente (o que no se hayan indicado todas sus temporadas a pesar de intervenir en ellas) aparecerían sus nombres o bien en los primeros segundos de comenzar el capítulo o bien en los créditos finales.
Para la presentación de personajes se usaron tanto escenas de la serie en algunos casos como escenas rodadas expresamente para la ocasión en otros.
Excepto la cabecera de la séptima temporada (cuya cabecera se mantendrá inalterable a pesar de que por razones presupuestarias no todos los personajes intervendrán en toda la temporada) la de la sexta y la octava sufrirían modificaciones por abandonos y nuevas incorporaciones, en particular la octava, que sufriría un total de cinco modificaciones, en los capítulos 1, 3, 4, 10 y 22.
Además, por segunda y última vez, se cambiaría el orden de aparición de un personaje en los créditos. Tras el despido de Robert Foxworth Chase, su segundo lugar pasaría a ser ocupado por David Selby Richard, que hasta ahora estaba el cuarto.
En la sexta temporada, por única vez, Susan Sullivan Maggie no sería precedida por el ya famoso and ya que se preveía que, por primera vez, no será la última del listado y, tras ella, aparecerían Jane Badler Meredith y Kim Novak Skyler en la cabecera bajo algún título de Estrella Especial Invitada o similar, algo que finalmente no se hizo, aunque tampoco se modificó ya la presentación de Maggie.
La cabecera terminaba con las vistas panorámicas de la Casa Victoriana y sus alrededores y se sustituiría el primer plano de Apolo de las temporadas anteriores por una escena de un brindis de dos copas de vino.
Cuarta cabecera (T09)
Esta cabecera se asemejaría a la primera en lo que respecta a la presentación de personajes, pero cambiaría considerablemente la música de comienzo. Manteniendo los acordes principales por todos conocidos, esta nueva melodía sería más siniestra para dar a la serie una nueva aureola de drama criminal.
La cabecera mantiene su comienzo con una vista panorámica de la Casa Victoriana y sus alrededores para, a continuación superponerse el escudo heráldico y el título de la serie manteniendo el mismo logotipo que la cabecera anterior. Hay que destacar que en el primer capítulo un halcón animado aparecía en pantalla (a semejanza de la séptima temporada) dejando tras de sí la estela del título de la serie en un nuevo estilo, sin el escudo heráldico pero, debido a las innumerables llamadas de aficionado quejándose por el cambio, en el segundo capítulo se regresó al logotipo presente desde la cabecera de la quinta temporada.
A continuación aparecen los personajes en un estilo similar a la primera cabecera, separados cada uno por una rápida imagen de ubicación o escena de la serie: Starring Jane Wyman, David Selby, Lorenzo Lamas, Rod Taylor (solamente la primera mitad), Kristian Alfonso, Margaret Ladd (solamente la primera mitad), Wendy Phillips (solamente la segunda mitad), Andrea Thompson (solamente la segunda mitad), Chao Li Chi (solamente la primera mitad) y and Gregory Harrison as Michael Sharpe.
Los personajes fijos no indicados anteriormente a pesar de haber intervenido en la temporada aparecerían su nombre bien en los primeros segundos del capítulo o bien en los créditos finales.
Los nombres de los actores aparecían escritos en pinceladas de color semejante al oro viejo pero, en su segunda mitad, se regresó a los caracteres lujosos de la cabecera anterior.
Para las escenas de la presentación de personajes se usaron escenas de la serie excepto en el caso de Lance, que se rodó una escena expresamente para la ocasión.
Tras terminar la presentación de personajes se ofrecían una multitud de pases rápidos de escenas de la serie entremezcladas con imágenes de ubicación que le daban a la temporada una sensación de drama criminal y de suspense.
La cabecera terminaba con vistas panorámicas de la Casa Victoriana y sus alrededores, eliminando la escena del brindis de la cabecera anterior con el añadido de que, en el primer capítulo, era el halcón animado el que aparecía desde el aire volando sobre la Casa Victoriana y fundiendo la pantalla a negro a su paso. Tras la desaparición del halcón animado en el segundo capítulo, la pantalla sencillamente se fundía a negro por sí sola.

## El escudo heráldico
El emblema por excelencia de la finca de 'Falcon Crest' siempre fue y será un halcón. Y en su escudo heráldico el halcón estaba omnipresente en él.
Hay que destacar que el escudo heráldico de 'Falcon Crest' esta invariablemente unido a la familia Gioberti y viceversa. Esto es que un Gioberti sin propiedad en 'Falcon Crest' no podría usarlo así como tampoco podría usarlo cualquier familia que fuese propietaria de 'Falcon Crest' si no es un Gioberti.
Es por ello que Melissa, al convertirse en propietaria de 'Falcon Crest' en la temporada siete, ha de entrevistarse en la temporada ocho con un experto en heráldica para poder cambiar el escudo de la finca adaptándolo a la familia Agretti.
En los breves espacios de tiempo en los Rossini, los Stavros y los Sharpe fueron propietarios de la finca (en su totalidad o en parte), no se mencionaron posibles cambios del emblema.

### Emblema 'Falcon Crest - Gioberti'
El escudo heráldico del emblema está compuesto por un halcón mirando a su derecha (a nuestra izquierda) con las alas y las patas extendidas con las garras abiertas que protege a un escudo con cuatro cuarteles, todo ello sin ningún tipo de fondo.
Superpuesto a su cuerpo, dejando al descubierto solamente alas, cabeza y garras se encuentra el escudo en si (aunque el halcón forma parte del conjunto indivisible del escudo) dividido en esos cuatro cuarteles.
El halcón representa a la multitud de halcones que poblaban en Valle de Tuscany y muy en especial a la zona de 'Falcon Crest' a finales del siglo XIX, época de la llegada de los Gioberti y otras familias italianas al Valle.
El primer cuartel ocupa todo el lado izquierdo excepto la parte inferior. Este primer cuartel está ocupado por la fachada principal de la Gioberti House, como símbolo de la primera casa de los Gioberti en 'Falcon Crest'.
El segundo cuartel ocupa la parte superior derecha y es una antigua copa de vino de tallaje bajo del siglo XIX, aunque nunca se dijo el significado se entiende que es símbolo a la producción de 'Falcon Crest' y el resultado del trabajo.
El tercer cuartel ocupa la mitad inferior izquierda y es una imagen de dos sables cruzados. Aunque tampoco se dijo nunca el significado y teniendo en cuenta que los sables nada tienen de relación con tierra, vino o uvas, se puede entender como un símbolo heráldico ficticio a la familia Gioberti o tal vez creado en exclusividad por Giusseppe para referirse únicamente a los Gioberti de 'Falcon Crest'.
El cuarto y último cuartel está en toda la parte inferior del escudo, bajo el primer y el tercer cuartel y es la imagen de una viña poblada de racimos de uvas, claro e inequívoco símbolo de los Viñedos de 'Falcon Crest'.
Además, existe un emblema con las garras sujetando lo que puede ser la imagen de una banda de tela con el nombre de la finca, este emblema con el nombre de la finca está presente en todas y cada una de las botellas de vino de 'Falcon Crest', incluidas las botellas del 'Francesca Gioberti', marca creada en 1985 por Richard una de las veces que fue propietario de la finca.
También está presente con la banda bajo las garras suspendido en el aire arqueado entre las dos columnas de entrada a la finca, forjado en hierro.
En la Gioberti House, la puerta de entrada principal tiene grabado en la madera el emblema, aunque sin la banda de tela y, en la chimenea que preside el salón, hay, de un hierro similar al de la entrada de la finca, otro emblema con la banda bajo las garras del halcón.
Además, es costumbre de todas las mujeres Gioberti que posean uno o varios broches con el emblema de un halcón. Sin embargo, esa costumbre solamente ha sido mantenida por Angela.

### Emblema 'Falcon Crest - Agretti'
La única variación del escudo se produjo desde los últimos meses de 1988 a principios de 1989, cuando la familia Agretti pasó a ser propietaria de 'Falcon Crest'. Melissa diseño un nuevo escudo manteniendo los símbolos de 'Falcon Crest' pero eliminando las referencias a la familia Gioberti y añadiéndole referencias a la familia Agretti.
Este nuevo escudo crea un fondo azul enmarcado en barras blancas y mantiene el halcón, pero elimina los cuatro cuarteles originales y los sustituye por un único cuartel bordeado con orlas victorianas. Este nuevo cuartel tiene tres racimos de uvas negras dispuestos en diagonal desde la parte inferior izquierda hasta la parte superior derecha. En la parte superior izquierda, encima del primer racimo, crea la leyenda Vino y en la parte inferior derecha, debajo del tercer racimo, la leyenda et Veritas, que se podría traducir como Vino y verdad en castellano.
Otra novedad es que la banda de tela con el nombre de la finca bajo las garras del halcón se convierte en omnipresente, algo que hasta ahora estaba reservado únicamente a la puerta de entrada a la finca y a los emblemas que adornaban el salón de la Gioberti House y las botellas comercializadas bajo las marcas 'Falcon Crest' o 'Francesca Gioberti'.
Este nuevo emblema realmente nunca vio la luz del Sol, pues aunque estaba aprobado desde la llegada de la familia Agretti a 'Falcon Crest', sucesivos retrasos provocados por la locura de Melissa, su posterior muerte, la destrucción de la Casa Victoriana y la llegada de Nick, hicieron que para cuando la finca volvió a parar a las manos de los Gioberti por las artimañas de Angela, todavía no hubiese llegado a producirse el cambio oficial del emblema.

## El soliloquio
Jane Wyman escribió expresamente el soliloquio con el que Angela pretendía despedirse de la audiencia después de nueve años, citando a algunos de los personajes más recordados que habían pasado por la serie:
Abuelo Giusseppe, cuanto tiempo ha pasado desde que llegaste al Valle y plantaste la primera vid de Italia...
Recuerdo como solías cogerme en la silla de montar mientras íbamos cabalgando por los prados y tu instruyéndome sobre la tierra y los viñedos y lo valiosos que son en conjunto...
Parece que fue ayer...
Pienso en toda la gente que ha pasado por este Valle... Chase, Maggie, Cole, Vickie y la indomable Melissa Agretti... Y Philip Erikson, que murió en aquel accidente de aviación en el que casi perecemos todos...
¡Pero Dios! me dio vida para cuidar de tu herencia...
Julia está a salvo y feliz en el convento de Italia y Emma y Frank van a regresar pronto a casa...
¡Oh, Peter Stavros! Fue una idea tentadora, abuelo, sabías que al final no podía marcharme con el a vivir en Grecia, no podía dejar Falcon Crest...
Formar a Lance para sucederme ha sido un reto, pero creo que va mejorando y por primera vez pienso que Richard y yo empezamos a entendernos...
Mientras tanto, voy a hacer todo cuanto este en mi mano porque los viñedos y la Bodega sigan siendo la joya del Valle, tal como siempre soñaste que seria...
Si... el pasado esta en su sitio... y seguiré mirando hacia el futuro...
Al fin y al cabo hoy es un día de boda de Richard y Laura... hay niños jugando, Michael y Kevin, y más niños en camino, Angelina y el hijo de Lance y Pilar...
Y la tierra... por supuesto, siempre la tierra...
La gente va y viene, pero la tierra perdura...
Brindo por ti, Falcon Crest, que dures muchos años.

## Personajes
Esta es la relación de los principales personajes de las dos familias protagonistas, dejando a un lado los personajes temporales de ambas familias así como los personajes que servían para hilvanar tramas que atraparan al espectador año tras año. Para poder distinguir entre personajes principales y secundarios temporales, esta la referencia de los títulos de crédito y/o la fotografía promocional de principio de temporada, pues solamente están aquellos que se consideraran fijos aunque después no se cumplan las expectativas y dejen la serie a mitad de temporada.
Realmente es difícil separar quienes son Gioberti y quienes no lo son, pues a lo largo de las nueve temporadas hubo matrimonios constantes que hacen que algunos personajes (tanto masculinos como femeninos) hayan sido Gioberti por matrimonio en algún momento de la serie. Así pues, la relación puede ser objeto de controversia por sectores más o menos puristas y nunca podrá ser exacta.
Hay que destacar también que la mayoría de personajes principales y temporales tenían apellidos italianos pues en el Valle de Tuscany casi todos los propietarios de tierras y viñedos eran descendientes de italianos llegados al Valle a finales del siglo XIX (los Gioberti, los Agretti, los Caproni, los Rossini, los Giannini...) en busca de fortuna, al igual que los obreros tenían apellidos hispanos (los Noñuez, los Ortega...)
FAMILIA GIOBERTI:
- Ángela 'Angie' Gioberti Channing Erikson Stavros Agretti (T01 a T09): Interpretada por la oscarizada Jane Wyman, el nombre de este personaje se convirtió gracias a este papel en sinónimo de malvada durante los años 80. Despiadada y fría, a la muerte de su padre y el desinterés de su hermano por la tierra, se convierte en la matriarca del clan de los Gioberti queriendo el control absoluto de los viñedos y para ello no dudará en utilizar cualquier táctica para arrebatárselo a su sobrino Chase o a su hijo Richard, pero siempre sin maniobras que pudiesen perjudicar el apellido Gioberti. Su frase más repetida a lo largo de las nueve temporadas fue la de recordar a sus familiares que eran Gioberti y el honor de ser Gioberti, y ante cualquier consecuencia grave con los Agretti (como el incendio de la Casa Victoriana) tenían la fuerza de los Gioberti para superar cualquier desavenencia.
- Richard Channing (T02 a T09): Interpretado por David Selby, llega a la serie para dirigir el 'New San Francisco Globe', presentándose como un hijo secreto de Douglas Channing, el difunto marido de Ángela, malvado y maquiavélico no tarda en convertirse en rival tanto de Angela como de Chase, para lo que no duda en utilizar todo tipo de trucos sucios. A mitad de la segunda temporada se revela como hijo de la madre de Chase, y por tanto hermano de madre de este. Sin embargo, temporadas más tarde resultara ser hijo de Angela Channing, a partir de ese momento querrá tener el cariño de su madre y ser reconocido como un Gioberti más, pero Angela siempre le repudiara respondiéndole que el no es un Gioberti, sino un Channing.
- Michael 'Mickey' Channing (T05 a T09): Interpretado por Robert Gorman. Hijo de Richard y Cassandra.
- Anthony 'Tony' Cumson (T01, T02, T06 y T07): Interpretado por John Saxon y Robert Loggia. Esposo de Julia y padre de Lance. Repudiado por Angela, quien le hace la vida imposible y desde siempre le ha puesto a Lance en su contra, pues lo considera un intruso, varias veces se ha visto obligado a marcharse de la finca por no perjudicar a su esposa.
- Julia Channing Cumson (T01 a T06): Interpretada por Abby Dalton, es la enóloga de la Bodega de Falcon Crest. Su personaje es de poca relevancia en la serie siendo sus momentos más destacados cuando ocasionalmente aparece su marido Tony y los asesinatos que un par de veces comete para preservar la unidad de 'Falcon Crest'. Ha heredado de su madre la pasión por la tierra.
- Christopher 'Chris' Rossini (T05): Interpretado por Ken Olin, este sacerdote hijo de Dominique y Julia descubrirá su verdadera identidad ya de adulto, pues solamente Angela conocía de su existencia. Tras unos meses viviendo en 'Falcon Crest', decide abandonar la finca cuando ve peligrar sus votos por culpa de Melissa.
- Lancelot 'Lance' Cumson (T01 a T09): Interpretado por Lorenzo Lamas, el nieto de Ángela, tenía el rol de guapo de la serie, era un personaje amoral, aunque a lo largo de la serie pasa de tener un rol negativo por uno positivo. Aunque no dejaba de ser movido por los hilos de su maquiavélica abuela, que durante la mayor parte de la serie lo quería como heredero universal, a pesar del poco interés de Lance por la tierra. Estuvo casado con Melissa para intentar apoderarse de los Viñedos Agretti, luego tuvo cuatro matrimonios más, uno de ellos con Melissa otra vez. Lance, con cinco matrimonios durante la emisión de la serie (Melissa, Lorraine, Melissa otra vez, Diana y Pilar), será el personaje que ostente el récord de bodas y el único que se casó dos veces con otro personaje. Además, todas sus esposas excepto la última murieron.
- Pilar Ortega Cumson (T08 y T09): Interpretada por Kristian Alfonso. Quinta esposa de Lance. Ya en el pasado mantuvo un noviazgo con el del que tuvo una hija, Lisa, cuya existencia ha mantenido oculta durante diez años.
- Emma Channing Cabot SaintJames (T01 a T09): Interpretada por Margarett Ladd, es la hija menor de Ángela, tiene problemas psíquicos, lo que le convierte en el personaje cómico de la serie, capaz de decir las verdades a la cara de su madre que los otros no se atreven.
- Jason Gioberti † (T01): Interpretado por Henry Townes. Hermano de Angela y padre de Chase. Tras su divorcio de Jacqueline, que huyó del Valle con Chase y el desprecio de su hermana, que quiera apartarlo de la tierra, cayó en la bebida.
- Jacqueline Ranson Gioberti Sharmon Perrault † (T01 y T02): Interpretada por Lana Turner. Esposa de Jason y cuñada de Angela y su objeto de miras, pues Angela nunca quiso intrusos en Falcon Crest. Ella fue de las primeras en darse cuenta de la clase de persona que era Angela y del futuro que le esperaba a la familia Gioberti y sus enfrentamientos con los Agretti, así que decidió huir del Valle llevándose a su hijo Chase para que no fuese víctima de las luchas familiares. Como su marido Jason no quiso acompañarla y ella estaba decidida a huir, decidieron divorciarse. El objetivo de Jacqueline de llevarse a su hijo lejos para alejarlo de luchas familiares ya había sido hecho previamente por Jasper con Francesca y posteriormente sería repetido por Robin con su hija y Cole con su hijo. Regresara al Valle para enfrentarse a Angela y ayudar a Chase.
- Chase Gioberti † (T01 a T06): Interpretado por Robert Foxworth, durante las seis primeras temporadas de la serie, personificaría el bien, la honradez y el más acérrimo enemigo de Angela Channing, su tía. Piloto de aviones, e inexperto en el negocio del vino, la muerte de su padre le obliga a hacerse cargo de los viñedos de este. Primer esposo de Maggie y padre de Cole, Vickie y Kevin.
- Maggie Hartford Gioberti Channing † (T01 a T09): Interpretado por Susan Sullivan, es al principio de la serie la bella, abnegada y sufrida esposa de Chase Gioberti, con quien tiene tres hijos: Cole, Vickie y Kevin. Prima de Michael y Laura y hermana de Terry. Tras la muerte de Chase se convierte en la esposa Richard Channing, de quien incomprensiblemente se enamora olvidando todo el daño que le había hecho a ella y a su familia durante las primeras temporadas de la serie. Siempre solía recordar ante las luchas de sus familiares que somos una familia, y ya es hora de comportarnos como tal.
- Cole Gioberti (T01 a T07): Interpretado por William R. Moses, el hijo de Chase, y gran rival de Lance, aunque a diferencia de este y por su filiación siempre tiene un rol positivo. Tiene un hijo con Melisa, Joseph Gioberti, al que reclama unos meses después de marcharse a Australia.
- Linda Caproni Gioberti † (T02 a T04): Interpretada por Mary Kate MacGeehan, esta hija de un panadero del pueblo será la primera esposa se Cole. Su padre siempre se negó tanto al noviazgo como a la boda, pues siempre supo que su hija sería muy desgraciada si entraba en la familia Gioberti. No se equivocó, la rivalidad con Melissa, un aborto y su posterior muerte confirmarían sus sospechas.
- Joseph Gioberti-Agretti (T02 a T07): Interpretado por Jason Goldberg, el hijo de Cole y Melissa es la unión entre un Gioberti y una Agretti. Podía significar la paz entre ambas familias y la unión de ambos viñedos, algo ansiado por ambas familias. Pero también podía significar la absorción de un clan por el otro, como le llegó a decir Angela a Carlo este niño significa el fin de la línea Agretti y la fusión de los dos viñedos en el imperio de Falcon Crest. Finalmente, Joseph se marchara permanentemente a Australia, donde vivirá con su padre, su nueva esposa y su tía Victoria, lejos de las luchas familiares.
- Victoria 'Vickie' Gioberti Hogan Stavros (T01 a T03 y T06 a T08): Interpretada por Jamie Rose al principio y más tarde por Dana Sparks, es la hija de Chase y Maggie, y hermana de Cole y Kevin, su participación en la serie esta siempre vinculada a tramas secundarias que solo sirven para ser un quebradero de cabeza para sus padres. Es la que menos interés tiene, no solo en la tierra, sino en todo Tuscany, yéndose un par de veces del Valle en busca de otra vida.
- Kevin Gioberti (T06 a T09): Interpretado por Brandon Casper, es el hijo menor de Chase y Maggie. Su papel es de los que menos relevancia tiene, destacando solo algún secuestro y tener el honor de ser al final de la serie será el único Gioberti que conserve el apellido original de la familia que viva en el Valle de Tuscany.
- Francesca Gioberti (T04): Interpretada por Gina Lollobrigida, es la hermana de Angela y Jason. Siempre ha vivido en Italia donde ha tenido contacto con los Gioberti de Italia, los descendientes del hermano de Giusseppe que allí se quedaron cuando este decidió emigrar a América. Posee buenos viñedos pero, endeudada, decide presentarse en el Valle a reclamar el tercio de Falcon Crest que por ley le corresponde. Posteriormente se lo venderá a Richard para a continuación regresar a Italia para no volver jamás porque, como ella misma dice vine para encontrarme con mi familia y no os conozco.
- Anna Gioberti (T01 y T04): Interpretada por Silvana Salviatti. Prima de Italia. Es la última Gioberti de Italia con quien Jasper mantuvo constante contacto por carta desde América. A la muerte de Jasper, el contacto prácticamente se extinguió en los años 50 pues ni Angela ni Jason lo mantuvieron. Poseedora desde hace mucho tiempo de esas viejas cartas, documentos, fotografías que revelan la rivalidad entre los Gioberti abierta por Jason y Angela y una llave de una caja fuerte que podría significar la destrucción de la familia.

FAMILIA AGRETTI:
- Carlo Agretti † (T01 y T02): Interpretado por Carlos Romero, es el padre de Melissa y hermano de Philip, Frank y Agustino. Patriarca de los Agretti. Será asesinado por Julia para evitar que pueda hacerse con el control de 'Falcon Crest' A pesar de su aspecto rudo con Cole y Lance, en el fondo esta amargado y temeroso por el destino que le espera a Melissa dentro de la familia Gioberti el día que el falte y no dejara de sufrir por ella.
- Melissa Agretti Cumson Gioberti † (T01 a T08): Interpretada por Delores Cantu y más tarde por Ana Alicia, era la guapa de la serie. Se casa con Lance para unir los viñedos de los Agretti con los de los Gioberti. Sin embargo, después de casarse resulta estar embarazada de Cole Gioberti. Con quien tras divorciarse se casará durante un breve periodo de tiempo. Luego se enamorará de Lance. Tras la muerte de su padre se convertirá en la joven matriarca de la familia Agretti, una especia de Angela joven. Por un pequeño periodo de tiempo se apoderará de 'Falcon Crest', para finalmente morir en el incendio de la Casa Victoriana.
- Joseph Gioberti-Agretti (T02 a T07): Interpretado por Jason Goldberg, el hijo de Cole y Melissa es la unión entre un Gioberti y una Agretti. Podía significar la paz entre ambas familias y la unión de ambos viñedos, algo ansiado por ambas familias. Pero también podía significar la absorción de un clan por el otro, como le llegó a decir Angela a Carlo este niño significa el fin de la línea Agretti y la fusión de los dos viñedos en el imperio de Falcon Crest. Finalmente, Joseph se marchara permanentemente a Australia, donde vivirá con su padre, su nueva esposa y su tía Victoria, lejos de las luchas familiares.
- Robin Agretti (T04 y T05): Interpretada por Barbara Howard. Hija de Philip y prima de Melissa. No siente pasión por la tierra y después de un par de años en el Valle creando problemas decide desaparecer para siempre con Hope, su hija recién nacida para mantenerla fuera de peleas y luchas familiares.
- Chris Agretti † (T09): Interpretado por Chris Young, es el hermano de Robin, que llega a 'Falcon Crest' para vivir con su tío, pero que morirá asesinado por el cuñado de Emma.
- Frank Agretti (T07 a T09): Interpretado por Rod Taylor, es el tío de Melissa y gran amigo de Angela. Sus pasiones siempre fueron la arqueología y por ello renunció a cualquier herencia de los Viñedos Agretti. Es precisamente su gran amistad con Angela la que le impide formar parte activa de la lucha Gioberti-Agretti, aunque tampoco se posicionara en contra de su sobrina, hijo y nieto. Finalmente, al principio de la novena temporada, tras la muerte de Carlo, Franco, Melissa y Chris por culpa de estas luchas, el regreso de todos los demás Agretti a Italia y su matrimonio con Angela pocas semanas antes, decidirá poner fin a esa centenaria lucha.
- Nick Agretti (T08): Interpretado por David Beecroft. Enólogo y viticultor. Tras la muerte de Melissa, este hijo de Frank y gran amigo y confidente de su prima Melissa recoge el testigo en la lucha con los Gioberti por la propiedad de Falcon Crest. Convertido por orden póstuma de su prima en albacea de la fortuna Agretti, se le puede considerar el nuevo patriarca y dedicara todas sus fuerzas a recuperar la finca y transmitir a su hijo Ben la pasión por la tierra, pasión solo compartida por Carlo y Melissa. A pesar de la declaración de guerra abierta a Lance, inesperadamente decidirá marcharse a Italia con su hijo.
- Benjamin 'Ben' Agretti (T08): Interpretado por Brandon Douglas, este hijo de Nick tiene un papel de poca relevancia siendo sus momentos más destacados el intentar localizar a su madre en Italia (para mantener ante el público la permanente conexión italiana) y sus peleas con una pandilla rival.

OTROS PERSONAJES:
- Chao Li Chi (T01 a T09): interpretado por Chao Li Chi, y que en España sería llamado Chu-Li, es el mayordomo de Ángela y el entrenador de artes marciales de Lance Cumson, aunque su personaje no tiene gran trascendencia en la trama estuvo durante las nueve temporadas que duró la serie y su impecable presencia le hicieron ser uno de los personajes más populares de la serie.
- Douglas 'Doug' Channing † (T01): Interpretado por Stephen Elliot. Primer esposo de Angela y padre de sus hijos. Se divorciaron cuando Angela le daba más importancia a continuar con el legado heredado de sus antecesores que de mantener su matrimonio. A pesar de ello, Douglas y Angela mantuvieron una más que excelente amistad que, en algún momento, denota que siguen siendo amantes ocasionales. Aun así, al final de la sexta temporada, en ret-con se descubriría que Douglas mantenía desde el principio de su matrimonio un odio encubierto hacia Angela.
- Philip Erikson † (T01 a T03): Interpretado por Mel Ferrer. Primer abogado y segundo esposo de Angela.
- Gus Noñuez † (T01): Interpretado por Nick Ramus. Capataz de la parcela de 'Falcon Crest' perteneciente a Jason y gran amigo de Chase. Gus será su hombre de más confianza y pieza necesaria de Chase para poder sobrevivir a las maquinaciones de Angela. Un alter-ego de Chao Li.
- Diana Hampter (T02): Interpretada por Shannon Tweed. Primera abogada-asistente de Richard. Confidente absoluta de todos los asuntos concernientes a 'La Compañía'.
- Pamela Lynch (T03 a T05): Interpretada por Sarah Douglas y Martine Beswick. Segunda abogada-asistente de Richard.
- Michael Ranson † (T03): Interpretado por Cliff Robertson. Sobrino de Jaqueline y primo de Chase. Llega al Valle para asistir únicamente al entierro de su tía, pero debido a la temporal invalidez de su primo decide quedarse para ocuparse del caso. Tras la curación de Chase, comprara un viñedo para establecerse definitivamente en el Valle. Más tarde se casara con Terry quien, al enviudar, se convertirá en una rica propietaria.
- Terry Hartford MacCarthy Ranson Channing † (T03 a T06): Interpretada por Laura Johnson. Hermana de Maggie. Casada con Joel, Michael y Richard.
- Gustav Riebmann † (T04): Interpretado por Paul Freeman. Último líder de 'La Compañía' antes de su desarticulación.
- Gregory 'Greg' Reardon (T04 y T05): Interpretado por Simon MacCorkindale. Segundo abogado-asistente de Angela.
- Lorraine Channing Cumson † (T04): Interpretada por Kate Vernon. Hijastra de Richard y segunda esposa de Lance.
- Jordan Roberts (T05): Interpretada por Morgan Fairchild, será la tercera abogada-asistente de Richard.
- Dwayne Cooley † (T05 y T06): Interpretado por Daniel Greene. Novio de Emma a pesar de la desaprobación de Angela en esa relación. Será una de las víctimas del terremoto que asolará el Valle en el verano de 1986.
- Peter Stavros (T05, T06 y T08): Interpretado por Cesar Romero. Tercer esposo de Angela y padre de Eric, Sophia y Skyler.
- Eric Stavros (T05 a T07): Interpretado por John Callahan. Tercer esposo de Vickie. Llegara al Valle para ayudar a su padre a reconciliarse con Sophia pero, enamorado de Melissa al principio, decidirá finalmente quedarse.
- Skyler Stavros/Kit Marlowe (T06): Interpretada por Kim Novak. Hijastra de Peter. En realidad no es tal, pero finalmente, será admitida por Peter como hija adoptiva suya.
- Meredith Braxton (T06): Interpretada por Jane Badler. Cuarta abogada-asistente de Richard.
- Daniel 'Dan' Fixx (T06 y T07): Interpretado por Brett Cullen. Antiguo habitante del Valle y compañero de clases de Lance y Melissa.
- Garth (T06 a T08): Interpretado por Carl Held. Quinto abogado-asistente de Richard.
- Cesar Ortega (T08): Interpretado pòr Castulo Guerra, ha sido siempre el Capataz de 'Falcon Crest'. Tras los problemas con Tommy y Gabriel con pandillas rivales, decidirá llevárselos lejos del Valle.
- Thomas 'Tommy' Ortega (T08): Interpretado por Dan Ferro. Este hermano de Pilar con vocación de periodista trabajara a las órdenes de Maggie en el 'Tuscany Herald', lo que provocara que se enamore de ella.
- Gabriel Ortega (T08): Interpretado por Danny Nucci. Hijo menor de los Ortega y compañero de clases y gran amigo de Ben.
- Anna Cellini † (T08): Interpretada por Assumpta Serna. Madre de Ben. Su padre, que nunca aceptó a Nick, es uno de los capos de la mafia de Italia y propietario de grandes y fructíferos viñedos de la Toscana. Los Cellini fueron amigos tanto de los Gioberti californianos como de los Gioberti italianos.
- Samantha Ross (T08): Interpretada también por Ana-Alicia. Scort neoyorquina con un gran parecido con Melissa.
- Michael Sharpe (T09): Interpretado por Gregory Harrison. Primo de Maggie y Terry y hermano de Laura.
- Sidney Saint James (T09) Interpretada por Carla Gughino. Esposa de Ian y cuñada de Emma. Durante su matrimonio con Ian mantendrá un romance con Chris, lo que provocara su muerte. Posteriormente, al enviudar, mantendrá un noviazgo con Danny, lo que provocara rencillas entre este y su padre. Finalmente, abandonara el Valle sin dejar ningún rastro.
- Daniel 'Danny' Channing-Sharpe (T09): Interpretado por David Sheinkopf. Hijo de biológico de Richard y adoptivo de Michael.
- Laura Sharpe Daniels Channing (T09): Interpretada por Wendy Phillips. Prima de Maggie y Terry y cuarta esposa de Richard.
- Genele Ericsson (T09): Interpretada por Andrea Thompson. Hermana de la primera esposa de Frank.

## Descripción de la finca y disposiciones testamentarias
Durante los nueve años de emisión, se produjeron en algunas ocasiones incongruencias en el guion sobre situaciones ya acontecidas anteriormente, como, por ejemplo, la descripción de la finca y sus alrededores. Pero como estas alteraciones del guion eran, en muchos casos, aisladas y episódicas, tendremos en cuenta las versiones iniciales y aquellas que tuvieron más trascendencia y lógica para describirla.
Falcon Crest es el nombre de la finca propiedad de la familia Gioberti, compuesta por dos casas, una bodega, una embotelladora, una tonelería, un amplio jardín, un establo, una vieja cabaña, un lago, una piscina, dos casas de invitados, una vieja mina y, hasta el año 1987, 200 hectáreas de los mejores viñedos del Valle de Tuscany que, a partir de ese año, se ampliarían.
En 1875, el emigrante italiano Giusseppe Gioberti adquirió 20 hectáreas en el Valle de Tuscany, en un terreno lindando a una montaña y a otras tierras, donde plantó algunas buenas cepas que trajo consigo del norte de Italia junto con otras cepas compradas allí mismo.
Construyó una maciza casa de piedra caliza llamada Gioberti House y a la finca le puso el nombre de Falcon Crest La cresta del halcón en honor a los numerosos halcones que poblaban el lugar.
Más adelante, compró 180 hectáreas adicionales de los terrenos colindantes, llegando hasta la carretera, convirtiéndose en el propietario de las mejores 200 hectáreas del Valle, pues disponían incluso de una reserva natural de agua para regadío.
No pudo seguir ampliando Falcon Crest pues los Agretti compraron las tierras lindantes, tan buenas como las de 'Falcon Crest' y necesarias tanto para la producción de los mejores vinos como para la progresiva extensión del terreno y otras familias italianas (los Giannini, los Caproni, los Rossini...) ya se habían asentado en otros terrenos.
En ese momento la extensión de la finca quedó lindando con la montaña, la carretera y los Viñedos de otras familias, sin más posibilidades de extensión en su granja.
En este tiempo ocurre una misteriosa partida de póquer y el asesinato de Franco Agretti a manos de Giusseppe, este tema se comenta por primera vez en la primera temporada.
Giusseppe tuvo tres hijos, dos varones y una mujer, pero nombró a su hijo mayor, Jasper Gioberti, su único heredero, quien hizo prosperar el negocio.
A principios del siglo XX el negocio funciona muy bien y Giusseppe mandó construir, a un escaso kilómetro de la Gioberti House, una lujosa Casa Victoriana con una piscina y se trasladaron todos allí, dejando la castiza casa de piedra y, al lado de la Casa Victoriana, construyó la Bodega Gioberti, una tonelería y una embotelladora, pudiendo a partir de ese momento crear, producir y envasar sus propios vinos. También enriqueció la finca con el Cementerio Gioberti, un cementerio privado cerca de la montaña y un establo.
Llegó a un acuerdo con la familia Agretti, que no disponían de bodega, para comprar sus uvas. Así, a pesar de la enemistad, llegaron a un acuerdo, pues los Gioberti necesitaban las uvas Agretti para hacer los mejores vinos y los Agretti necesitaban la Bodega Gioberti para vender sus uvas.
A partir de este momento la presencia de halcones casi se ha extinguido en el Valle debido a la caza.
Los Gioberti mantendrán la tenencia de un halcón vivo como mascota y símbolo de la finca.
El último miembro de la familia en tener un halcón será Lance, al que llamara Apolo. A partir de la cuarta temporada se eliminó la presencia del halcón.
Jasper tuvo dos hijos, Angela y Jason. Este último no tuvo ningún interés en la tierra y, en cambio, Angela se convirtió en una terrateniente nata desde su adolescencia, anulando a su padre y absorbiéndolo hasta tal punto que a la muerte de este se convirtió en propietaria casi exclusiva de toda la finca, dejando a Jason amargado y únicamente con las 20 hectáreas originales y la abandonada Gioberti House.
Angela, deseosa de mantener a los invitados lejos de ella tanto como quisiera, convenció a su padre antes de morir de construir una casa de invitados cerca de la Bodega, que siempre estuvo cerrada y fue habitada únicamente por los Rossini y, posteriormente, por Dan Fixx.
En los años '40, Jason construyó una pequeña cabaña cerca de la Gioberti House para uso personal de su sobrina Emma cuando era una niña. Esta cabaña, llamada 'El escondite', se incendió en la tercera temporada, quedando completamente destruida.
En los años '50, Angela expandió 'Falcon Crest' negándole a los Rossini el derecho al agua, copado por ella. Los Viñedos Rossini, limítrofes a 'Falcon Crest', se secaron y Angela lo aprovechó para comprarle a Dominique Rossini sus tierras por un precio ridículo y anexionarlas a 'Falcon Crest'.
En 1981 un codicilo en el testamento de Jasper preveía un único heredero entre sus dos hijos: El que sobreviviera al otro, excepto en caso de muerte sospechosa de ser provocada por la herencia.
En 1981, Chase mando construir una pequeña casa de invitados, ocupada por su primo Michael Ranson y su cuñada Terry Ranson Channing.
En 1985 se descubre que una vieja mina existe bajo la finca, cuya entrada está en la ladera de la montaña, cerca del Cementerio Gioberti. En esa mina permanecerá para siempre una gran fortuna en joyas que Jaqueline Gioberti, la madre de Chase y exesposa de Jason, atesoró durante la II Guerra Mundial de manera ilícita y escondió en 'Falcon Crest' mientras estaba casada con Jason. Nadie conocerá la existencia de esta fortuna, solamente el público.
En 1981, Angela ha de ceder al Ayuntamiento dos hectáreas para la construcción de una pequeña presa por intercesión de Chase y en la cuarta temporada, el Ayuntamiento la expropia algunas hectáreas más para la construcción del hipódromo de Richard por intercesión de este último.
En 1986 Angela adquiere veintiséis pequeños Viñedos del Valle en una compra conjunta y los anexiona a 'Falcon Crest'.
Por otro lado, Chase adquiere a partir de 1984 los Viñedos de los Giannini y los Whitaker y los fusiona a su parte de 'Falcon Crest'. Además, Terry le venderá los Viñedos que heredó de Michael y también los anexionará a su parte de 'Falcon Crest'.
En 1988, todas las propiedades personales de Chase en 'Falcon Crest': sus 20 hectáreas iniciales heredadas de Jason, los Viñedos Giannini, los Viñedos Whitaker y los Viñedos Ranson serán traspasados a Angela para evitar que, a través de Maggie, puedan caer a manos de Richard.
En 1988 aparece una vieja escritura escondida en un viejo pueblo abandonado asegurando que los propietarios originales de las 200 hectáreas iniciales de 'Falcon Crest' fueron los Agretti, pero que Giusseppe se lo arrebató a Franco Agretti, asesinándolo después.
Sin embargo, en 1989 se descubrirá en el desván de los Agretti un viejo escrito autografiado asegurando que realmente la finca fue inicialmente de los Gioberti, pero Franco hizo trampas a Giusseppe al póquer ganándole la propiedad y por eso Giusseppe se la arrebató asesinándolo, porque la obtuvo mediante trampas, dejando cerrado el tema de la partida de póquer abierto en la primera temporada, aunque de una manera un tanto confusa para el público.
En 1987 una explosión deja inutilizada permanentemente la Gioberti House, desapareciendo de escena, y en 1988 un incendio destruye la Casa Victoriana, siendo reconstruida meses más tarde.
Durante las nueve temporadas la finca sufre numerosos cambios de propiedad entre Angela Gioberti Channing, Chase Gioberti, Francesca Gioberti, Richard Channing, Cassandra Rossini, Peter Stavros, Melissa Agretti, Joseph Gioberti-Agretti (tutelado por Nick Agretti) y Michael Sharpe, a veces sobre la totalidad de la finca y a veces compartiendo la propiedad entre ellos.
Finalmente, el último testamento de Angela, propietaria del 90% de la finca al final de la serie tras años de lucha, deja el 25% de Falcon Crest a Michael Channing, su nieto e hijo de Richard; otro 25% a Kevin Gioberti, el hijo menor de Chase y Maggie; y el 50% restante a Lance Cumson, su nieto e hijo de Julia, de tal manera que los tres apellidos de la familia Gioberti tendrán una parte de Falcon Crest.

## Propietarios de la finca
--Hasta su muerte:
Giusseppe Gioberti.
--Hasta su muerte:
Jasper Gioberti.
--Hasta 1981:
Angela Gioberti Channing, 180 hectáreas.
Jason Gioberti, 20 hectáreas.
--Hasta 1982:
Angela Gioberti Channing, 180 hectáreas.
Chase Gioberti, 20 hectáreas.
--Hasta 1983:
Angela Gioberti Channing, 50%.
Chase Gioberti, 50%.
--Hasta 1984:
Chase Gioberti.
Angela Gioberti Channing, la Casa Victoriana.
--Durante 1984:
Angela Gioberti Channing Eriksson, 50%.
Chase Gioberti, 50%.
--Durante 1984:
Angela Gioberti Channing, 33%.
Francesca Gioberti, 33%.
Chase Gioberti, 33%.
--Hasta 1985:
Angela Gioberti Channing, 33%.
Chase Gioberti, 33%.
Richard Channing, 33%.
--Durante 1985:
Angela Gioberti Channing, 33%.
Chase Gioberti, la Gioberti House y terreno colindante.
Cassandra Rossini, 66%.
--Durante 1986:
Angela Gioberti Channing, 33%.
Chase Gioberti, la Gioberti House y terreno colindante.
Peter Stavros, 66%.
--Hasta 1987:
Angela Gioberti Channing Stavros.
Chase Gioberti, la Gioberti House y terreno colindante.
--Hasta 1988:
Angela Gioberti Channing.
Maggie Gioberti, la Gioberti House y terreno colindante.
--Durante 1988:
Angela Gioberti Channing.
--Durante 1988:
Melissa Agretti.
--Hasta 1989:
Joseph Gioberti-Agretti (tutelado por Nick Agretti).
--Hasta 1990:
Angela Gioberti Channing Agretti (tutelada por Emma Channing).
--Durante 1990:
Michael Sharpe.
--Durante 1990:
Richard Channing.
--Hasta la muerte de Angela:
Angela Gioberti Channing, 90%.
Lance Cumson, 10%.
--Tras la muerte de Angela:
Lance Cumson, 50%.
Michael Channing, 25%.
Kevin Gioberti, 25%.

## Los años de la vendimia: El capítulo piloto
Unos meses antes de estrenarse Falcon Crest en EE. UU., se rodó un capítulo piloto que jamás llegó a emitirse, titulado 'The vintage years' Los años de la vendimia. Con un argumento que se asemeja bastante al cuarto episodio de la primera temporada, se observan cambios sustanciales de lo que luego se vería en la serie semanal.
--Aquí el personaje de Angela es referido únicamente como Angie, lleva el pelo gris y se la supone ya una anciana de mayor edad que en la serie semanal. Además, aquí es un personaje más maquiavélico que, a gran diferencia de la serie, no le importa que los habitantes del Valle sepan de sus mafiosos planes ni tampoco poner en evidencia el noble apellido Gioberti.
--Aquí no aparece Douglas, Angie ya es su viuda y nunca llegaron a divorciarse.
--Julia es llamada Dorcas y todavía está casada con Tony, aunque no aparece porque está de viaje por Europa comprando material para la Bodega, por orden y designios expresos de Angie.
--El nombre de Chao Li también es diferente, aquí es llamado Li-Fong y su presencia es más maquiavélica y misteriosa de lo que luego se vería en los primeros capítulos de la serie semanal.
--Existe un Richard Channing alternativo al de la serie semanal que es hijo biológico de Angie y leal a su madre. En la serie semanal, el rol, la lealtad y las características de este Richard alternativo serían fusionadas al personaje de Lance.
--Mario Nuñez tiene un hermano pequeño inexistente en la serie: Angelo.
--Emma no aparece, solamente es un personaje sin nombre al que se la escucha cantar y a veces llorar y reír enloquecidamente en su habitación y esconder un secreto.
--Chase, Maggie, Cole y Victoria ya llevan más de seis meses viviendo en el Valle y Jason nunca aparece, ya hace casi un año que murió.
--La Gioberti House es distinta tanto por dentro como por fuera.
--La Bodega Gioberti nunca aparece por fuera, solamente por dentro.
--Algunos actores también son diferentes. De los principales, Chase es interpretado por Clu Gulagher, Maggie por Samantha Eggar, Richard por Michael Swan y Mario por David Labiosa.
--La ambientación de este capítulo piloto era más oscura de lo que luego se vería en la serie. Aquí se pretendía dar a la Casa Victoriana, en especial a los pisos superiores, una aureola de lujoso pero viejo caserón de misterio, secretos y crimen, más similar a lo que años más tarde se vería en la novena temporada de la serie.

## Emisión en España
En España la serie llegó con bastante retraso, pues se empezó a emitir el lunes 7 de enero de 1985, cuando ya en su país de origen se estaba emitiendo la cuarta temporada.
Este retraso en la llegada de la serie propicio que TVE tuviese temporadas enteras de 'reserva' en sus archivos y pudiese emitir los episodios, a la 15:35, de forma diaria de lunes a viernes y, en algún caso, varias temporadas seguidas sin interrupción hasta la sexta desde enero de 1985 hasta principios de verano de 1988.
Este retraso en su emisión con respecto a su país de origen se mantuvo vigente hasta el final, pues la séptima temporada se emitió desde el jueves 24 de mayo hasta el martes 4 de julio de 1989 y la octava y novena (las dos seguidas y ya de manera semanal los jueves a las 21:10) de otoño de 1990 a verano de 1991, siempre a través de TVE-1.
Después del verano de 1991, pocos meses después de la emisión del último capítulo, se repuso por primera vez la serie desde el principio de manera diaria y horario de tarde a través de TVE-2 emitiéndose las nueve temporadas seguidas en un principio a las 16:00 aproximadamente y más tarde a las 18:00.
Sin embargo, en el circuito catalán a través de TVE-2 para Cataluña ya se había repuesto la serie en 1989, también en horario de tarde, pero esa reposición solamente pudo ser vista, a través de la desconexión territorial, en Cataluña, aunque manteniendo su doblaje en castellano.
La serie se mantuvo en el olvido hasta finales de 1997, fecha en la cual el canal autonómico valenciano Canal 9 decidió reponerla desde el primer episodio de manera diaria, manteniendo también el doblaje en castellano. Sin embargo, la audiencia no acompañó a esta nueva reposición y, tras varios cambios en el horario de emisión (primero a las 15:30, después a las 12:00, posteriormente a las 10:45 y finalmente a primera hora de la mañana) se decidió cancelar su emisión al finalizar la tercera temporada, emitiendo en un mismo día los últimos tres capítulos de la tercera temporada para hacer coincidir el término de su emisión en viernes.
El 12 de enero de 2004 el canal de pago FOX comenzó a emitir la serie en sus tardes a las 16:00h con reposición al día siguiente a las 11:30h. La historia tuvo aceptación pero al finalizar la tercera temporada la cadena de pago decidió eliminar la serie de su programación por circunstancias que se desconocen. Un hecho que provocó el cabreo y malestar entre numerosos abonados a dicho canal disponible en diferentes plataformas de pago ya que se quedaron la serie a medias.
En la autonómica CMM se emitieron las dos primeras temporadas seguidas en el verano de 2005 a las 15:30h de lunes a viernes. Llegado el mes de septiembre se decidió trasladar la serie al horario matinal donde no funcionó y se dejó de emitir al finalizar la tercera temporada aproximadamente.
Con la proliferación de cadenas de televisión locales y regionales que trajo consigo la liberalización del sector y la llegada de la T.D.T., es más difícil seguir la pista de cuantas veces más se ha emitido la serie desde entonces pero, al menos, 'City Tv Catalunya' emitió la cuarta temporada en algún momento de los primeros años de la primera década del siglo XXI, teniendo su estreno el 5 de septiembre de 2006 a las 15:55h de lunes a viernes, una vez más con el doblaje en castellano, lo mismo que la cadena murciana GTM también emitió la serie en algún momento de su existencia.

## Ediciones en Libros

### Falcon Crest
La segunda temporada de la serie fue editada en un libro adaptado por Patrick Mann en 1984, llegando a España en 1985, cuando la serie fue estrenada en televisión en Televisión Española.
Este libro es bastante fiel a la serie, pero el autor se toma ciertas licencias para poder escribirlo de manera autoconclusiva, para ello modifica ligeramente el principio para poder dotarlo de un comienzo que evite parecerse a una continuación de algo anterior.
También se ve obligado a introducir otros cambios para poder adaptar hechos que ya habían empezado su trama en los capítulos finales de la primera temporada de la serie de televisión como, por ejemplo, descubrir que Joseph es hijo de Cole y no de Lance, que es algo que la audiencia de televisión ya conocía pero aquí es ofrecido como una sorpresa al lector en determinado momento del Libro o que Chase desde siempre fue el propietario del 50% de 'Falcon Crest'.
También obvia otros temas que deberían ser resueltos en posteriores temporadas (como la boda de Vickie y Nick, que aquí es inexistente) y toma prestado parte del primer capítulo de la tercera temporada para poder darle una trama autoconclusiva.
Otras pequeñas licencias son la descripción de la finca, de la Casa Victoriana (descrita aquí como una lujosísima e inmensa mansión de caros mármoles y piedra con gigantescos pasillos, laberínticas escaleras y grandes terrazas), de la Gioberti House, de la Casa Tudor de los Agretti y de algunos personajes.
Este Libro fue llamado simplemente Falcon Crest y debido a las necesarias alteraciones ya citadas anteriormente, se puede leer como una historia totalmente autoconclusiva independiente a la serie semanal.
En la versión en pastas duras reeditada por 'Orbis' en 1988 como el número 4 de su Colección 'Éxitos de Televisión' se ilustró la portada y la contraportada con la fotografía promocional de la segunda temporada pero, incomprensiblemente, de la fotografía de la portada se eliminó a Chao Li aunque no se hizo lo mismo en la contraportada, a pesar de ser la misma fotografía.

### Falcon Crest. 10.ª temporada
Varios años después de cancelarse la serie, se escribieron dieciocho capítulos que continuaban la serie ocho años después del último capítulo de la serie televisiva. Este guion fue escrito de manera independiente por escritores fanáticos de la serie y fue comercializado por 'TJP Publications' en un libro de más de mil páginas, aunque Lorimar siempre ha avisado que nunca rodarían ese guion.
En ese guion, Michael y Genele se habrían marchado hace ya tiempo a vivir a Singapur y Angela, debido a su delicado estado de salud, habría delegado los poderes de decisión en Richard, con la omnipresente ayuda de Lance, y hasta su muerte ella tan solo sería una consejera y habría donado el 'Del Oro' a Emma.
Angela y Frank ya se habrían divorciado pero continuarían siendo grandes amigos y de vez en cuando se marcharían de viaje por el mundo a la vez que Frank habría revitalizado los 'Viñedos Agretti' después de haber estado abandonados.
Nick y Ben regresan de Italia. Nick está dispuesto a seguir administrando el legado de los 'Viñedos Agretti' hasta la mayoría de edad de Joseph tal y como Melissa le dejó en albacea, así como intentar poner en funcionamiento aquella vieja idea de Melissa de tener bodega propia: la 'Bodega Joseph'. También quiere desenterrar el hacha de guerra Gioberti-Agretti hasta estar bien seguro a que familia pertenecen las 200 hectáreas iniciales de 'Falcon Crest', algo que Frank desaprueba.
Emma es la gerente del 'Del Oro' y constantemente educa a su hija Angelica para que ella algún día pueda ser la heredera.
Pilar, que todavía no se habría ganado la aceptación de Angela, habría abortado involuntariamente de aquel embarazo del último capítulo de la novena temporada.
Sidney regresaría al Valle y despertaría en Danny su antiguo interés sentimental por ella. Por otro lado, Danny y Richard jamás habrían podido establecer una verdadera relación padre-hijo.
Richard se habría divorciado de Laura tras tener serios problemas en su matrimonio pues realmente nunca pudo olvidar a Maggie y ahora está centrado en revitalizar la 'Channing Enterprises' y de recuperar el 'New Globe' a la vez que cuida a sus hijos Michael y Kevin.
Y nuevos personajes llegaran para sustituir a Michael, Genele y Laura. Además de apariciones temporales de antiguos personajes, llegaran al Valle Phil Latino, un poderoso viticultor deseoso de competir con las Bodegas Gioberti y Agretti; Andrew Hayes, nuevo novio de Emma y decorador del 'Del Oro' y Chuck Cochran, asesino acérrimo enemigo de Richard y actual presidente de la 'Channing Enterprises' y del 'New Globe'.
Y, una mañana, Maggie se presentará ante Richard dispuesta a explicarle quién fue la mujer que se ahogó en su piscina hace nueve años...

## En VHS, Betamax, 2000 y DVD
En España la serie nunca fue editada en sistema VHS, Betamax y 2000. En DVD han sido estrenadas las dos primeras temporadas.
---Temporada 1. 2009.
Sin ningún tipo de extras ni material adicional.
Idiomas castellano, inglés y alemán. Los dos primeros también con subtítulos y los dos últimos también para sordos.
En esta edición han eliminado los avances de treinta segundos a principio de cada capítulo y se observa el gazapo de poner, en las fotografías interiores, una de Terry Hartford, personaje que no aparecería hasta la tercera temporada.
--Temporada 2. 2011.
Sin ningún tipo de extras ni material adicional.
Idiomas castellano e inglés.
Sin subtítulos.
En esta edición han eliminado los avances de treinta segundos a principio de cada capítulo.
Destacar que en ambos casos, el doblaje en castellano es el original emitido en televisión, propiedad de TVE, quien ostentaba el monopolio de los doblajes al ser la única empresa de televisión existente entonces. Hasta ahora, TVE nunca ha denegado el permiso para utilizar sus doblajes en las ediciones en DVD.

## En la cultura popular
En 1985, Alfonso Guerra, entonces vicepresidente socialista del Gobierno español, respondió a uno de los diputados de la oposición liberal, cuando escuchó sus ideas liberales para el desarrollo del empleo: Eres más mala persona que Angela Channing.
El coro de la canción "No, no... no" de 1987 de la banda española Los Hombres G dice: "Por eso no, (no, no) no te quiero ver, prefiero quedarme en casa viendo Falcon Crest", más adelante entre los coros dice: "...Decías que no salias porque tenías un examen, y te veía con otro eres mucho peor que Angela Channing!"
La canción "¿Quién me ha robado el mes de abril?" del cantante español Joaquín Sabina, dice: "El marido de mi madre que en el último tren se largó
con una peluquera veinte años menor. Y cuando exhiben esas risas de Instamatic en París
derrotada en el sillón se marchita viendo Falcon Crest mi vieja, y piensa ¿quién me ha robado el mes de abril?".
La canción "Tarde para Amarte" del grupo español Bongos Atómicos dice: "Bueno mira chico yo ya tengo otra opción que se llama Gabriel. Ese que es fuerte al estilo Falcon Crest. Las cosas como son."
La canción "Mentira" del grupo español Antílopez dice: "Vivir contigo es un infierno, vivir conmigo es como en Falcon Crest"